# 横浜ハンマーヘッド
横浜ハンマーヘッド（よこはまハンマーヘッド）は、神奈川県横浜市中区新港の複合施設。客船ターミナル（新港ふ頭客船ターミナル）を中核に、商業施設（ハンマーヘッド SHOP＆RESTAURANT）、ホテル（インターコンチネンタル横浜Pier 8）からなる。2019年10月31日に開業した。なお、施設名の「ハンマーヘッド」は歴史的産業遺構「ハンマーヘッドクレーン」に由来する（後節も参照）。

## 歴史
横浜港に寄港する大型客船（クルーズ客船）について、大さん橋単独では対応に限界があることから新港埠頭でも受け入れを可能とするため、9号岸壁の耐震化および延伸・増深整備と、公民連携（事業提案方式）でかつての新港客船ターミナルに代わる新たな客船施設を整備する計画が進められた。
同岸壁を既存の「延長220メートル・水深7.5メートル」から「延長340メートル・水深9.5メートル」に拡張して、11万6千総トン級にも対応できるようにするなど横浜港に寄港する船舶の8割の受け入れを可能とするもので、横浜市では2014年7月に同岸壁の延伸・増深整備（大型客船対応化）に関する基本設計をオリエンタルコンサルタンツに委託、2016年度より既存施設と古い岸壁の撤去工事に着手した。
一方、客船施設については2017年10月、「みなとみらい21 新港地区客船ターミナル（仮称）整備」の事業者として、横浜岡田屋を代表とした地元企業など計8社で構成される企業グループ「Yokohama Pier9（仮称）」が選出された。その後、同グループの構成企業が中心となって新港ふ頭客船ターミナル株式会社を設立し、市との公民連携事業としてCIQや商業・サービス施設、宿泊施設（ホテル）、駐車場、交通広場、プロムナード（公園・広場）などを整備する「ヨコハマ・ハンマーヘッド・プロジェクト (YOKOHAMA HAMMERHEAD PROJECT)」が2018年6月に着工した。
公民連携事業として横浜市が土地（みなとみらい新港地区6-1街区）を事業者に貸し付ける形で整備され（事業用定期借地権の契約期間は49年、2018年3月に同契約の合意書締結）、その上でCIQ施設部分のみ市が事業者から床を賃借し管理運営される。

2019年6月、複合施設の総称が「横浜ハンマーヘッド」に決まったと発表。当初は同年春頃の一部開業（供用開始）を目指していたが、半年ほど工期が延びて商業施設とホテルは同年10月31日に開業を迎えた。当施設のコンセプトは街と陸・海・空をつなぐ海の駅「ヨコハマ ウミエキ」。客船ターミナル・商業施設・ホテルなどからなる地上5階建ての複合施設で、1階が商業施設およびCIQ、ホテルエントランス、2階が商業施設およびホテルフロント、3-5階がホテル客室となる。

## 施設構成
- 客船施設：新港ふ頭客船ターミナル
クルーズ客船（国際客船を含む）をメインとした客船ターミナル。
第1号入港船は2019年11月4日に入港したカーニバル・コーポレーションの「ダイヤモンド・プリンセス」[4][21]。

- 商業施設：ハンマーヘッド SHOP & RESTAURANT
「食」をテーマとした体験・体感型施設として、新業態・初出店を含む25のテナントが入っている[3][22][23]。
デザインコンセプトは港の倉庫をイメージした「THE FACTORY」[22][23]。

- ホテル：インターコンチネンタル横浜Pier 8（ピアエイト）
客室数は全173室。飲食施設として2階にレストラン&バー「Larboard」、3階に鮨処「かたばみ」がある。
横浜市内では、ヨコハマグランドインターコンチネンタルホテルに続く2軒目のインターコンチネンタルホテルズグループホテルとなる[24]。

- 広場：ハンマーヘッドパーク
突端部分のハンマーヘッドクレーン周辺に整備された多目的イベント広場で、当施設の建物2階部分と「ハンマーヘッドデッキ」で接続[25][26]。2020年8月開園[27][28]。

### 新港ふ頭客船ターミナル

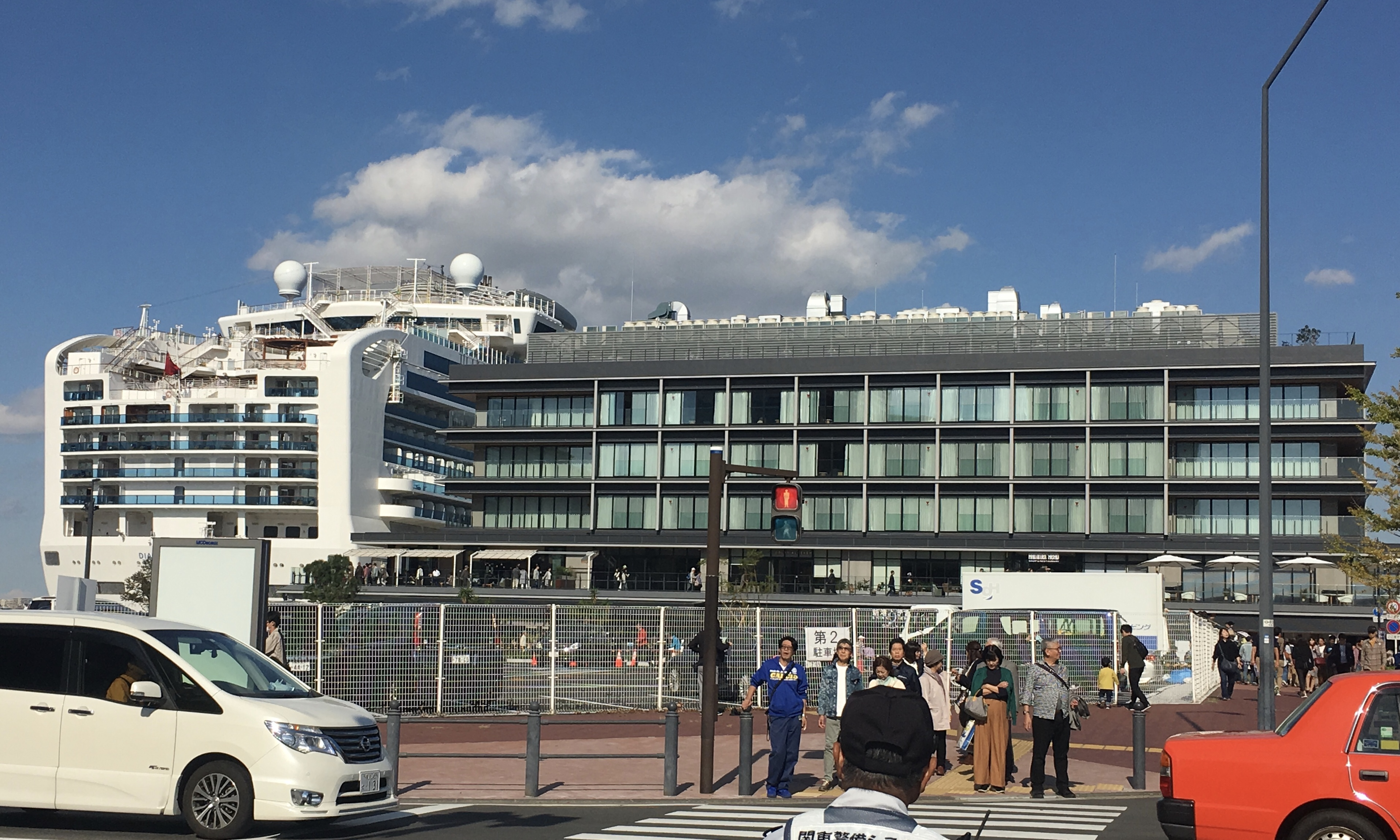
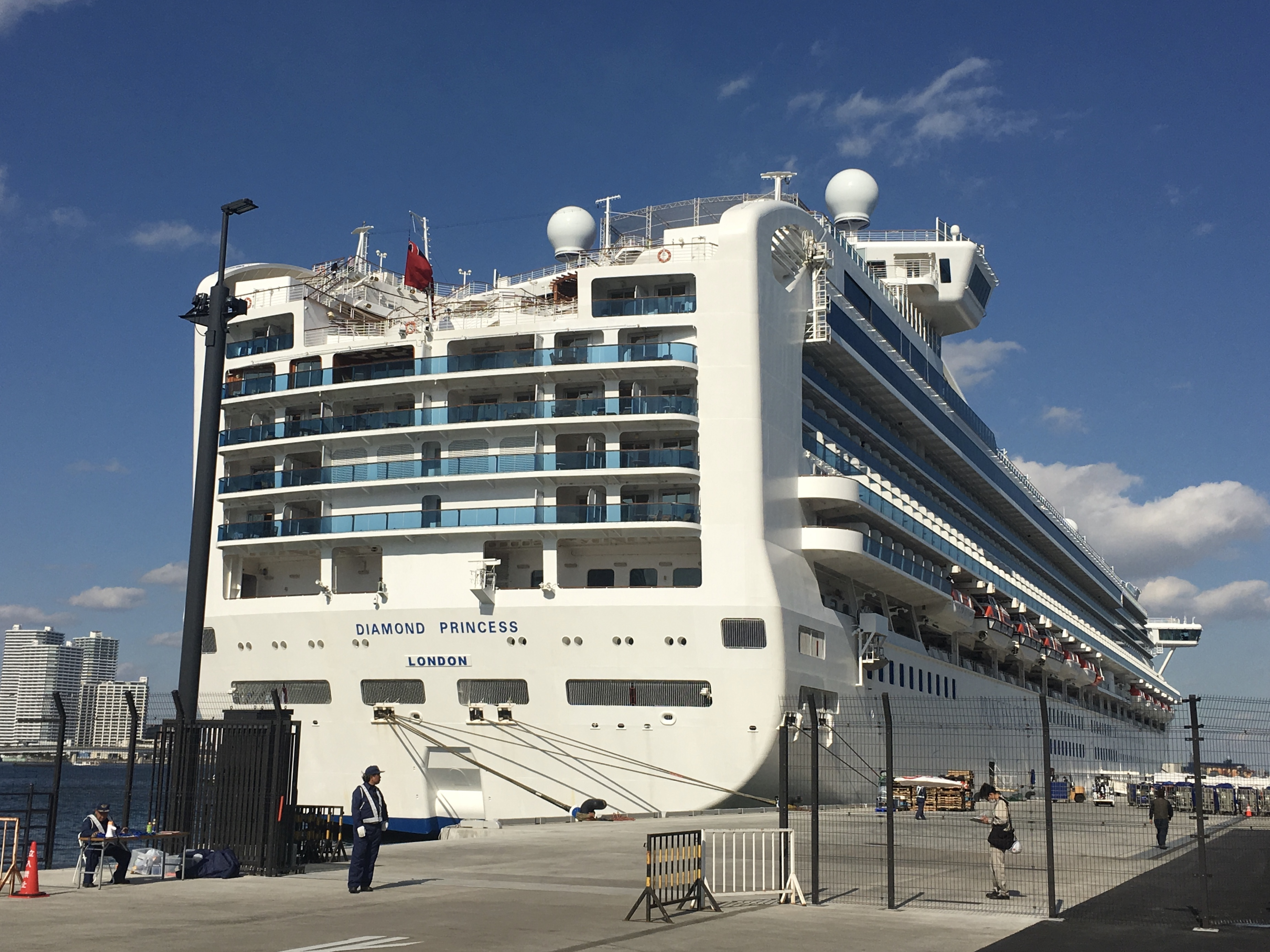
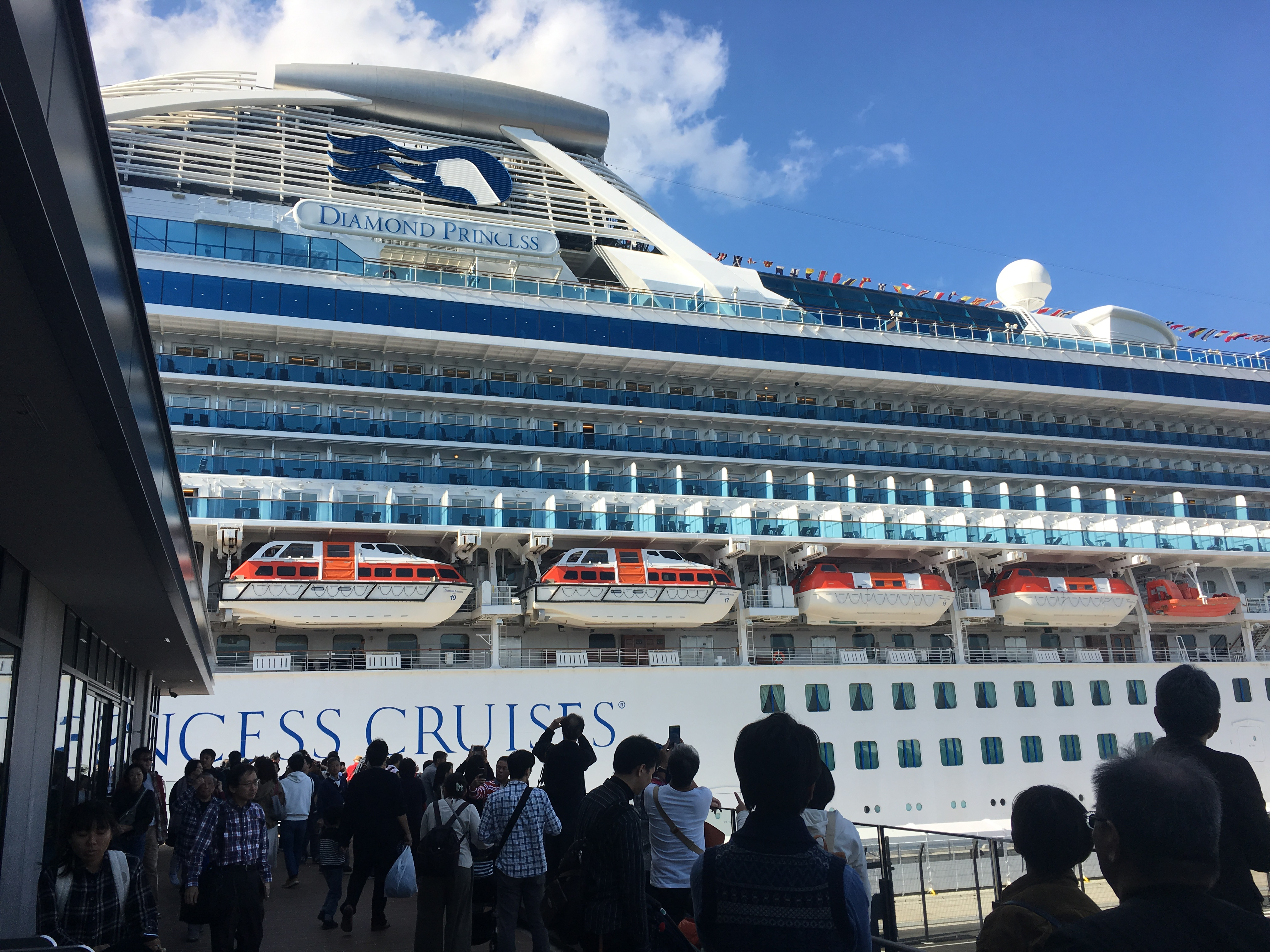
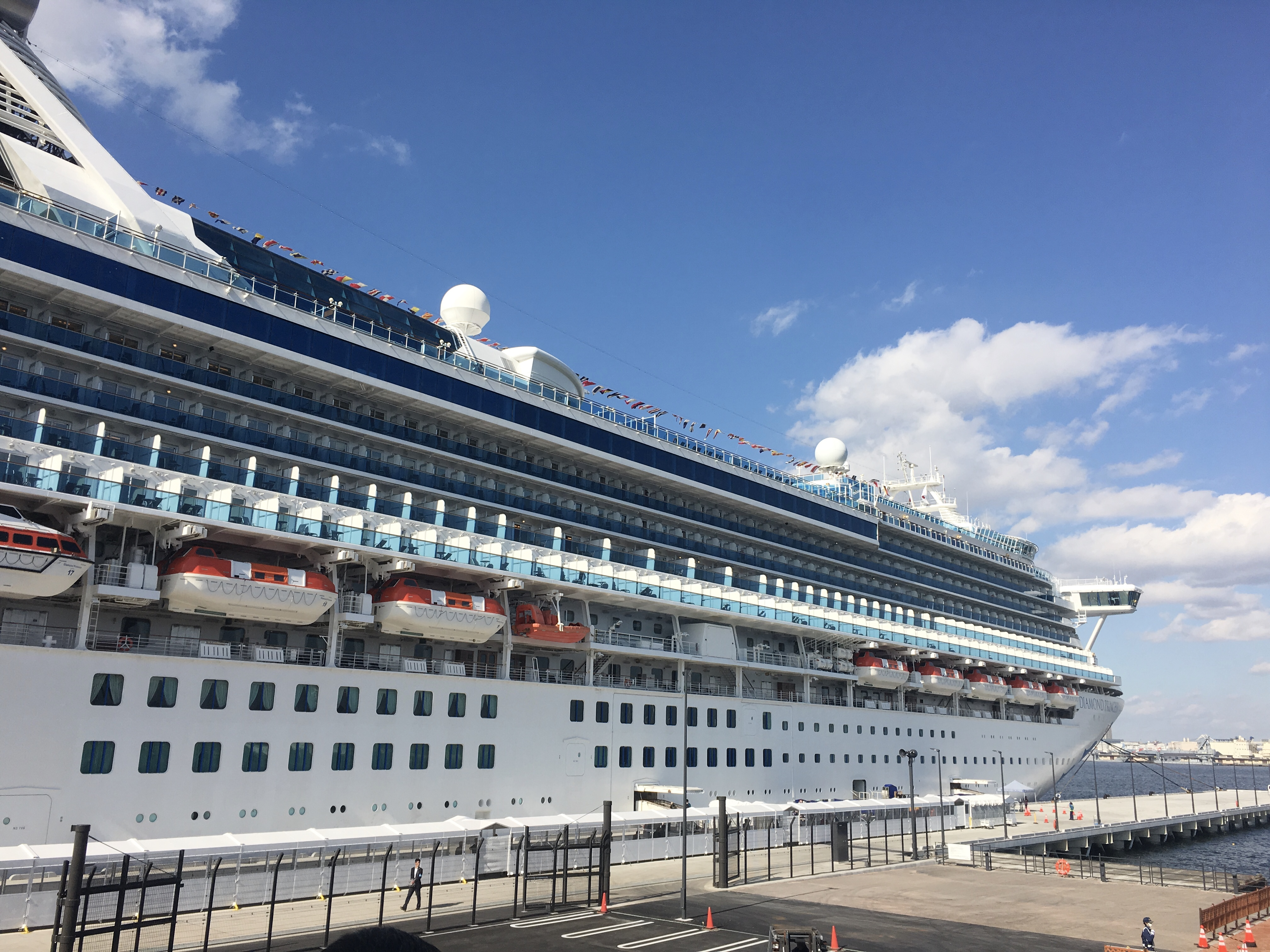
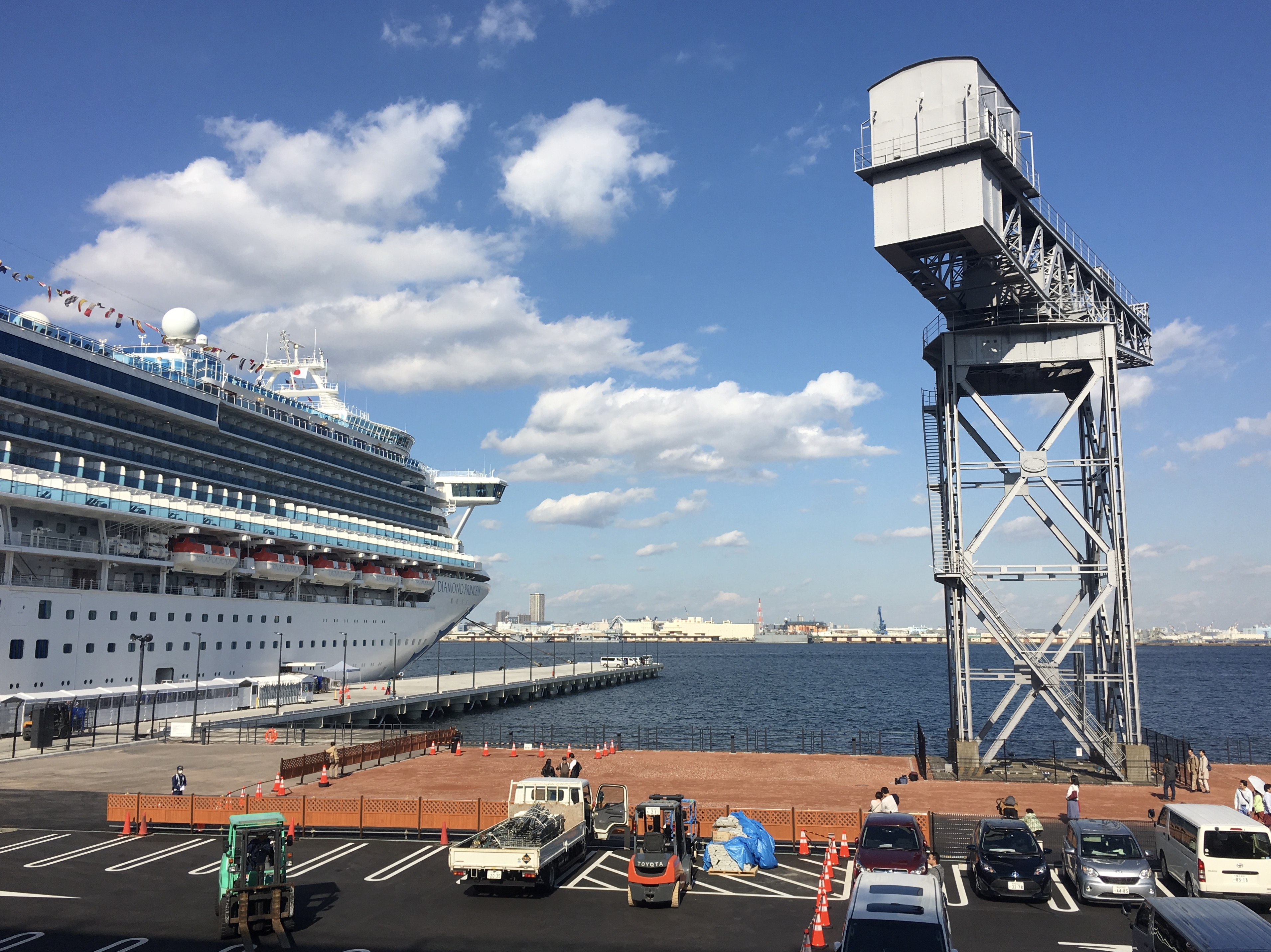

CIQ機能を備え国際客船にも対応した客船ターミナル。2019年11月4日のカーニバル・コーポレーション「ダイヤモンド・プリンセス」の入港と共に供用開始となった。開業当初は「ぱしふぃっくびいなす」が主に入港しているが、今後はその他の客船の入港も予定されている。
ターミナル入出港情報（スケジュール）については公式サイト内「ターミナル」を参照
国際クルーズ拠点に選定
2017年1月には官民連携により施設整備を行う「国際クルーズ拠点」（国土交通省がクルーズ船社と港湾管理者による共同事業計画を募集し認定）の一つとして新港埠頭が選定されている。横浜市と共同で応募を行ったカーニバル・コーポレーションは客船ターミナルの整備に合わせて「旅客用の屋根付き通路」を整備することで、同社のクルーズ客船「ダイヤモンド・プリンセス」による岸壁の優先使用（期間は15年〜20年間、同船の日本発着クルーズの拠点となる）が認められることとなった（しかし、排ガス規制に対応したファンネル〈煙突部分〉の交換によりベイブリッジ下部の通過が困難になるため、2020年より大黒埠頭への入港となる見込みで、前述の2019年11月4日の入港が新港ふ頭客船ターミナルへの最初で最後の入港となった可能性もある）。

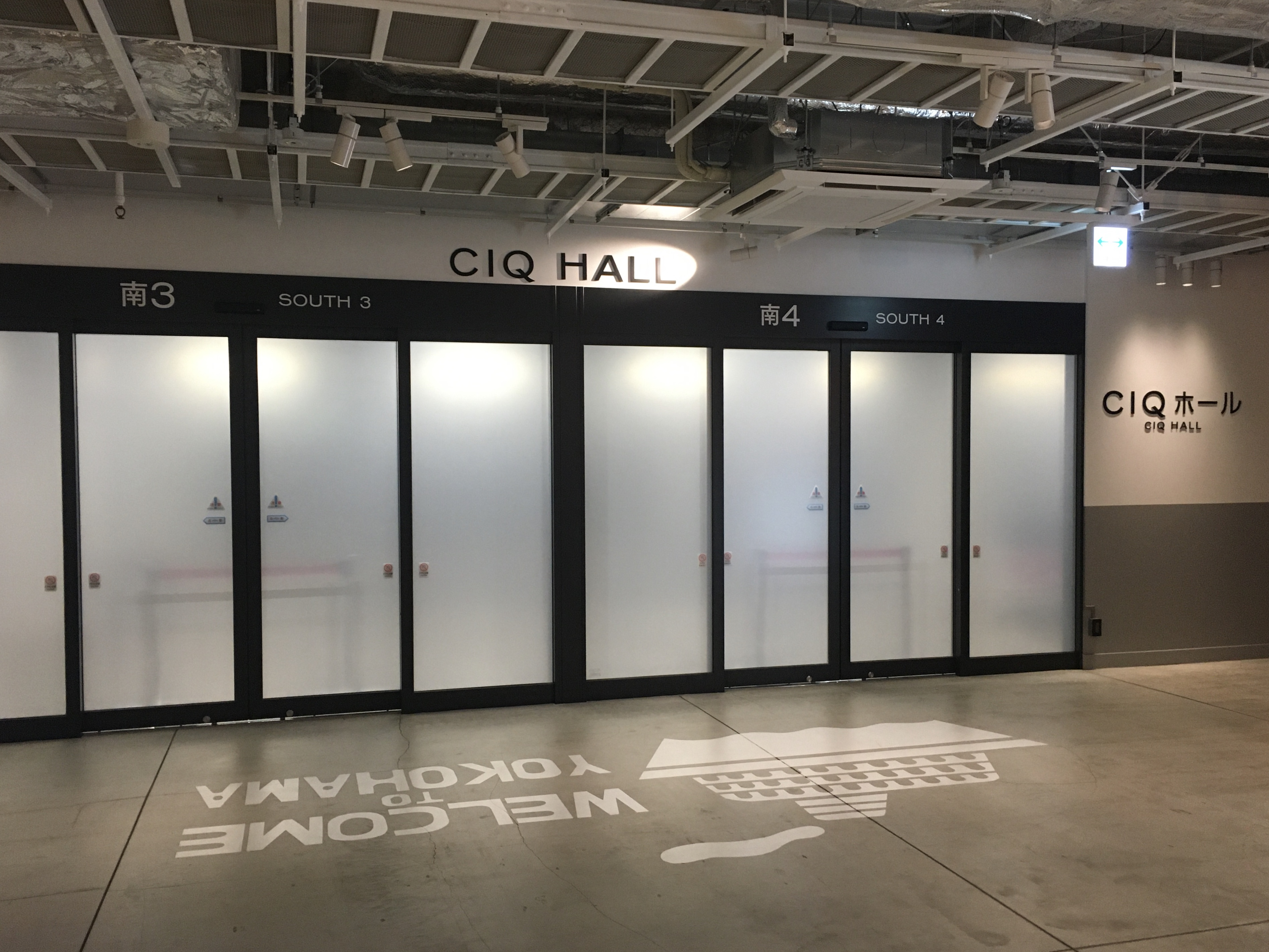
CIQホール
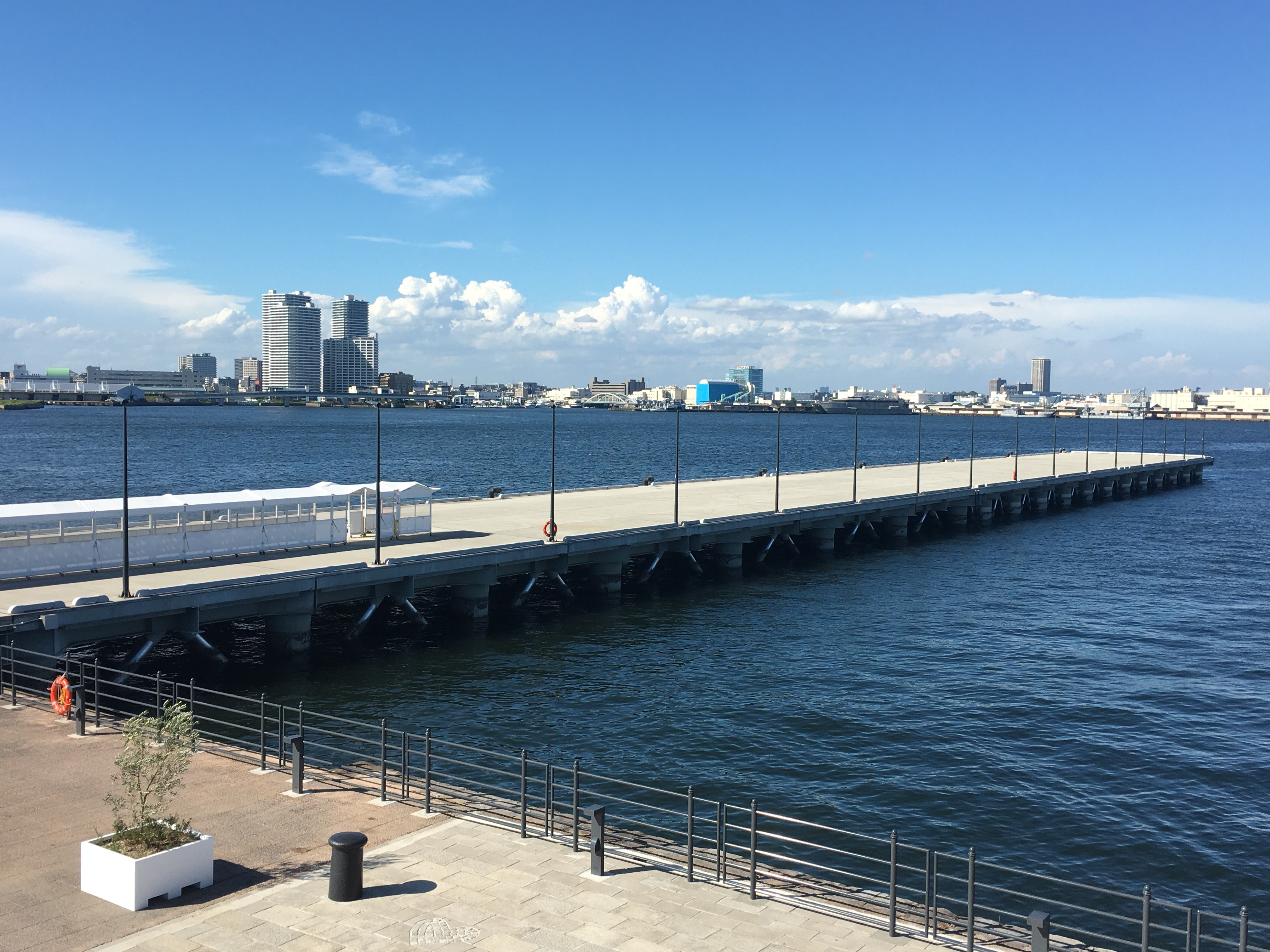
大型客船の接岸に対応した9号岸壁
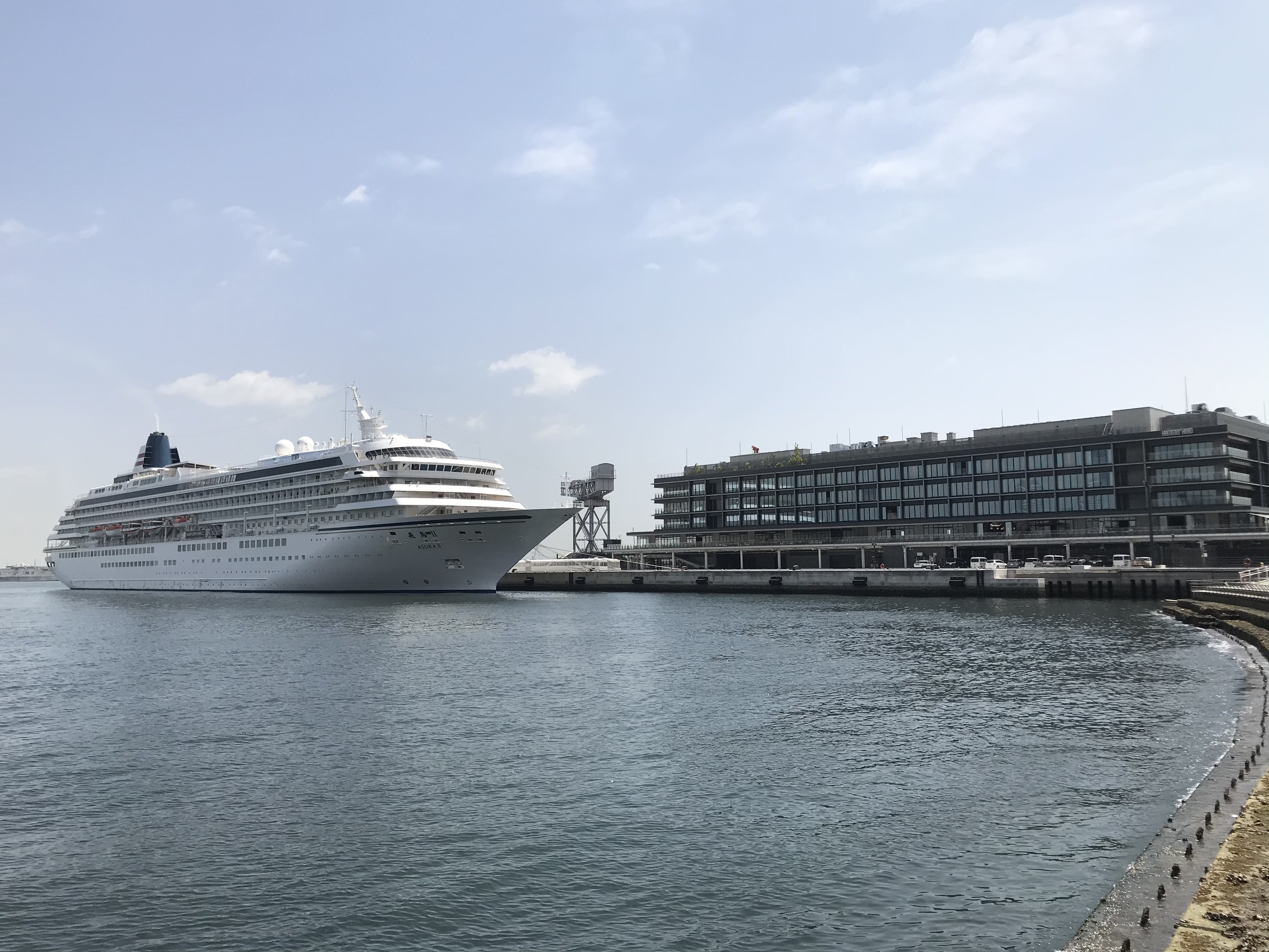
停泊する飛鳥II（2021年5月10日）

停泊するダイヤモンド・プリンセス（2019年11月4日）

### ハンマーヘッド SHOP & RESTAURANT
食を中心とした25のテナントが入っており、2階にはコミュニティ放送局「横浜マリンエフエム」のサテライトスタジオが設置されている。

#### 主なテナント
テナントの詳細については公式サイト内「ショップ&レストラン」を参照
- QUAYS pacific grill（シーフード・ニューアメリカン/1・2F）〈新業態〉
- スターバックスコーヒー（カフェ/1F）
- THE ALLEY（ティーストア/1F）
- セブン-イレブン横浜ハンマーヘッド店（コンビニエンスストア/1F）
- JAPAN RAMEN FOOD HALL（ラーメン・オーシャンバー/1F）〈新業態〉
  - 初代
  - 札幌麺処 白樺山荘
  - 梅光軒
  - 博多 一星
- ハングリータイガー（ハンバーグ・ステーキ/2F）
- ピーターラビットカフェ（ビュッフェレストラン/2F）
- ありあけハーバースタジオ（カフェ・スイーツ/2F）〈新業態〉 - 「焼きたてハーバー」も提供。
- 鎌倉紅谷 Kurumicco Factory（カフェ・スイーツ/2F）〈新業態〉 - クルミッ子を製造するファクトリー併設。
- MIZUNOBU BROOK & FACTORY（フルーツサロン〈完全予約制〉/2F）〈新業態〉 - 老舗果物店・水信のフルーツをメインにした予約制サロンで、ファクトリーを併設しテイクアウト商品なども販売。空間デザインは水戸岡鋭治。2022年9月9日オープン[34][35]。
- AINZ＆TULPE BEAUTY FACTORY / UNI COFFEE ROASTERY[36]（コスメ・カフェ〈店舗内に併設〉/2F）〈新業態〉

閉店
- 函館麺厨房あじさい→陳麻家（ラーメン〈JAPAN RAMEN FOOD HALL内〉/1F）
- Dining Bar XLV Bayside Motion（ダイニングバー・ライブ・エンターテイメントスペース/2F）〈新業態〉[37]
- The CAFE by goodspoon（チーズカフェ〈AINZ＆TULPE BEAUTY FACTORYの店舗内に併設〉/2F）

#### 営業時間
公式サイト内「施設ガイド」も参照
- 1F：10:00-21:00
- 2F：11:00-23:00
※一部のテナントでは営業時間が異なる（詳細は公式サイト内「ショップ&レストラン」を参照）。
※開業時点では1Fのセブン-イレブンのみ24時間営業を実施。

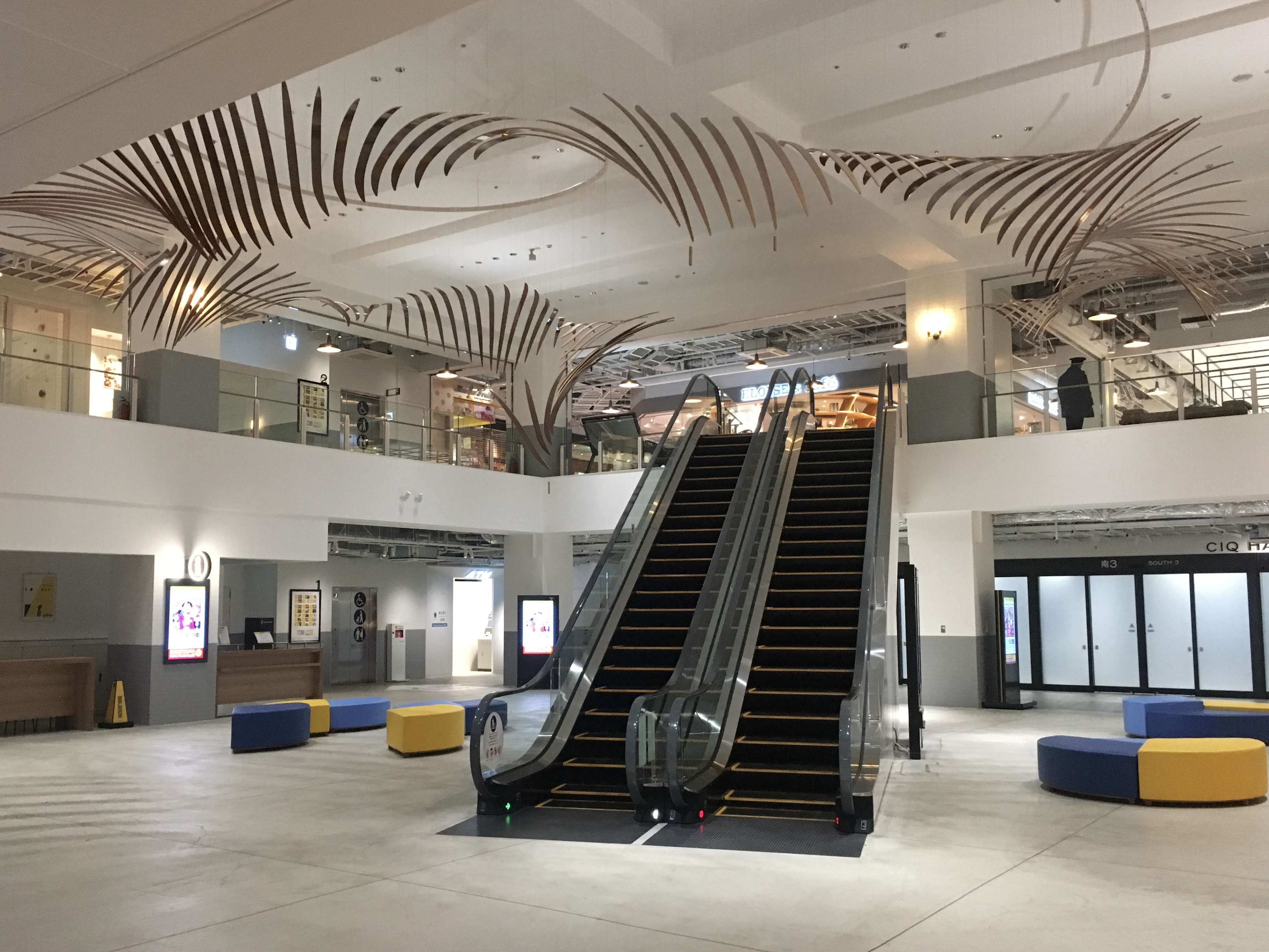
吹き抜け空間（ホール） （2019年11月30日）
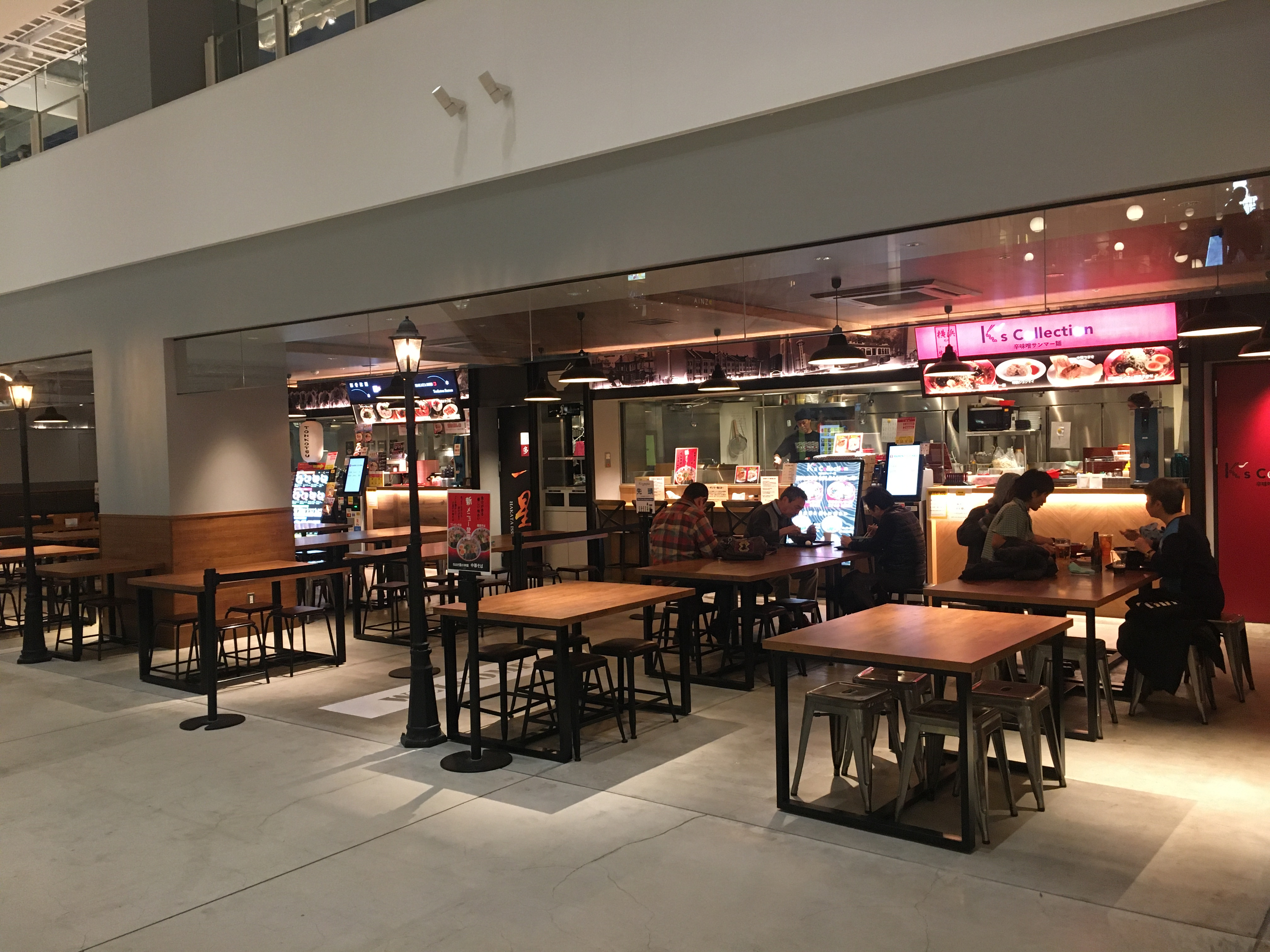
JAPAN RAMEN FOOD HALL （2020年1月20日）

### ハンマーヘッドパーク

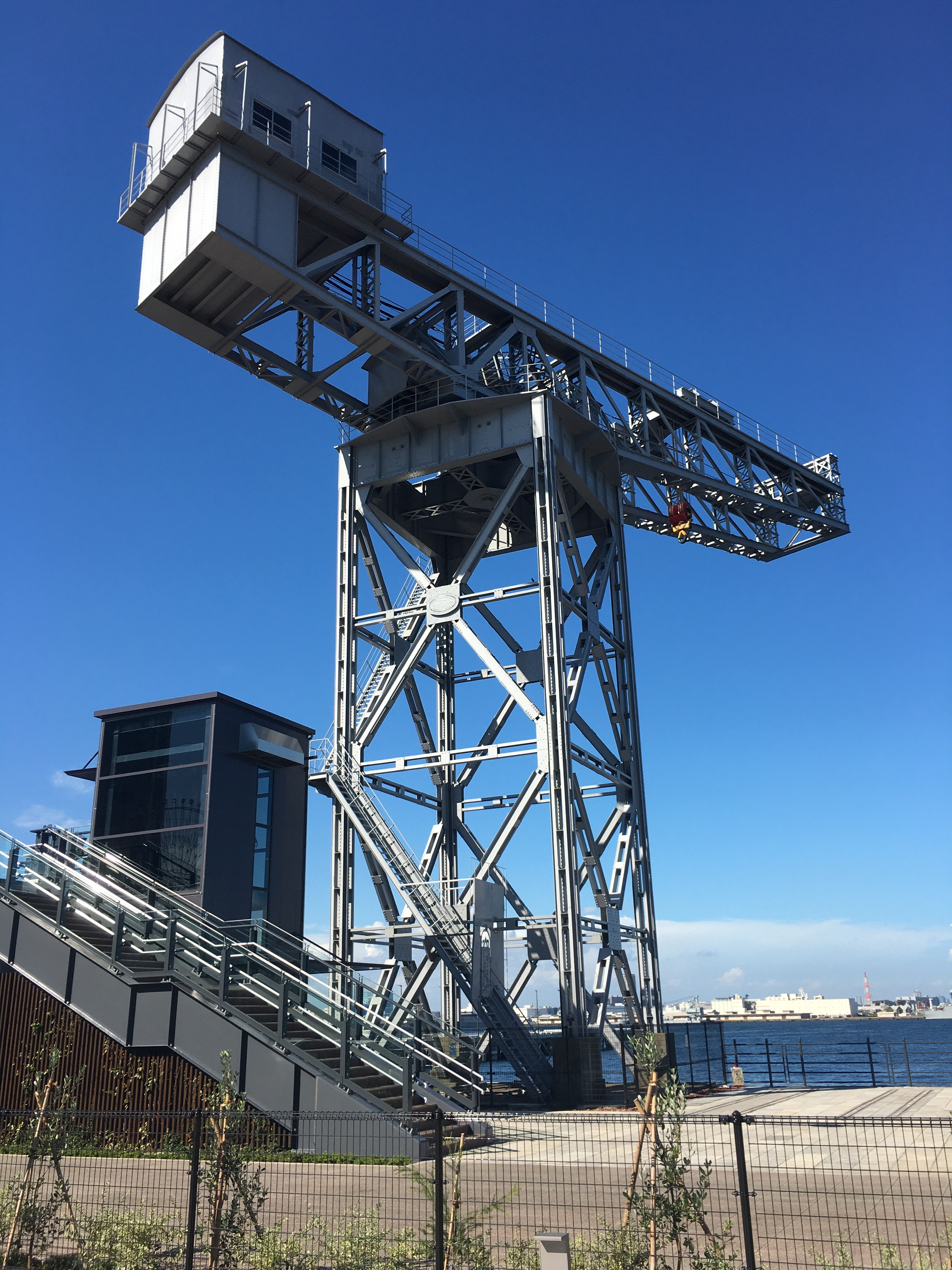
ハンマーヘッドクレーン
（2020年9月4日）

当施設（6-1街区、8・9号岸壁間）の海側先端部（5街区）に現存する歴史的に貴重な産業遺産、ハンマーヘッドクレーン（50t定置式電気起重機）の遺構周辺（約0.3ha）に整備された多目的イベント広場で、当施設の建物2階部分とも「ハンマーヘッドデッキ」で接続される。広場とデッキは共に2020年8月供用開始。

#### 産業遺産「ハンマーヘッドクレーン」
1914年（大正3年）に建造されたイギリス製の50tジャイアント・カンチレバークレーンで、日本に3基（他は長崎県長崎市および佐世保市に稼働状態で現存）、世界でも17基しか存在しない貴重な産業遺産である。2007年に近代化産業遺産（経済産業省）に認定、さらに2018年には土木学会選奨土木遺産にも認定されている。
関東大震災（1923年）でも倒壊せず、戦後はGHQに接収され使用できない期間（1945年-1956年）もあったが、高度経済成長（1960年代）に入ると再び活躍した。1970年代以降、コンテナ化の進展と共に横浜港の港湾機能はより水深の深い本牧埠頭や大黒埠頭が中心となったため徐々に使用されなくなり、2001年に廃止された。
2010年には国が塗装の塗り替えおよび基礎補強工事を実施しており、耐震性の強化が図られている。
なお、「ハンマーヘッドクレーン」という呼び名はカナヅチに似たその形状（ハンマーヘッド型）に由来している。
ハンマーヘッドパーク整備前

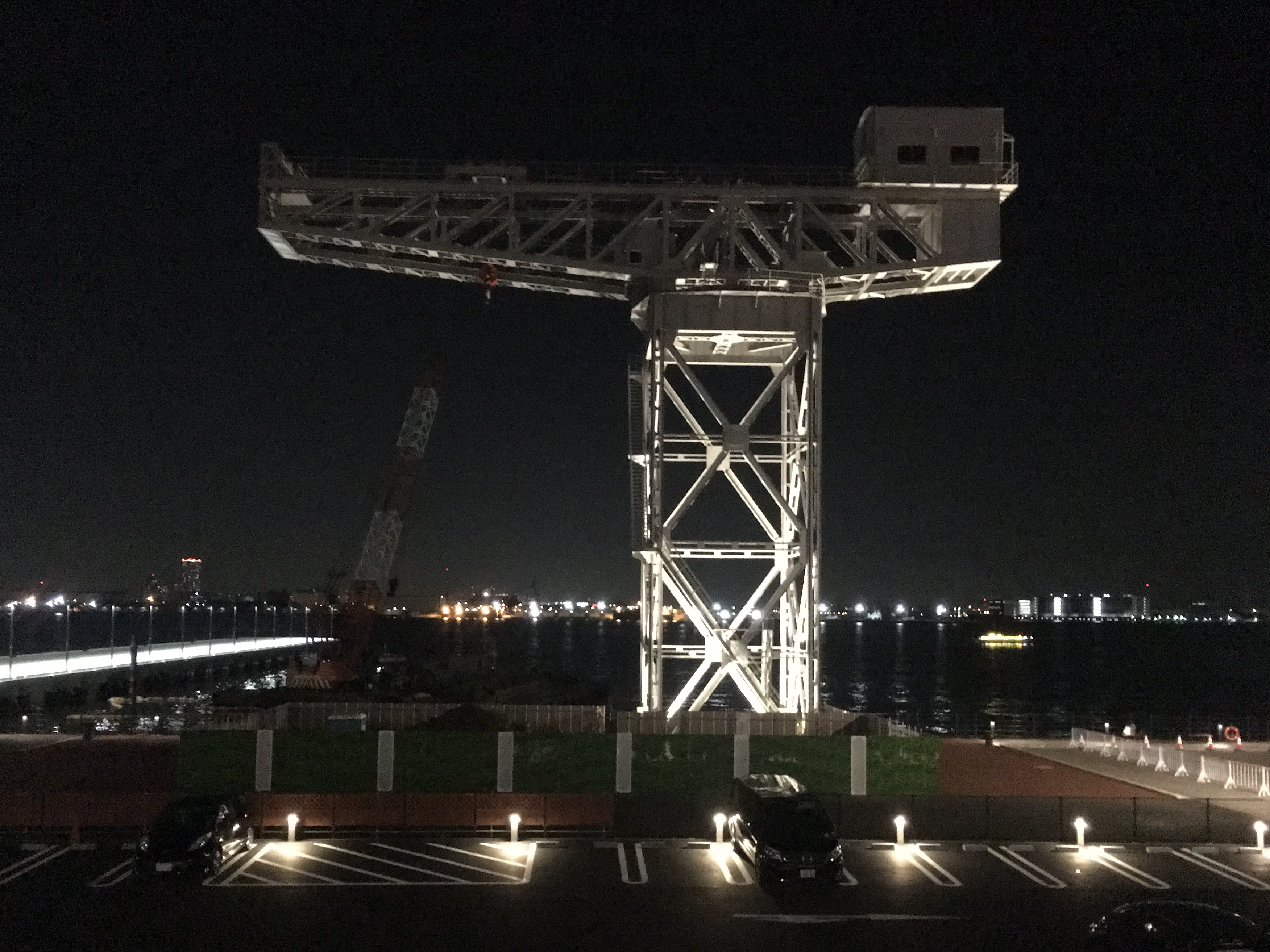
日没後のライトアップ（2019年11月30日）
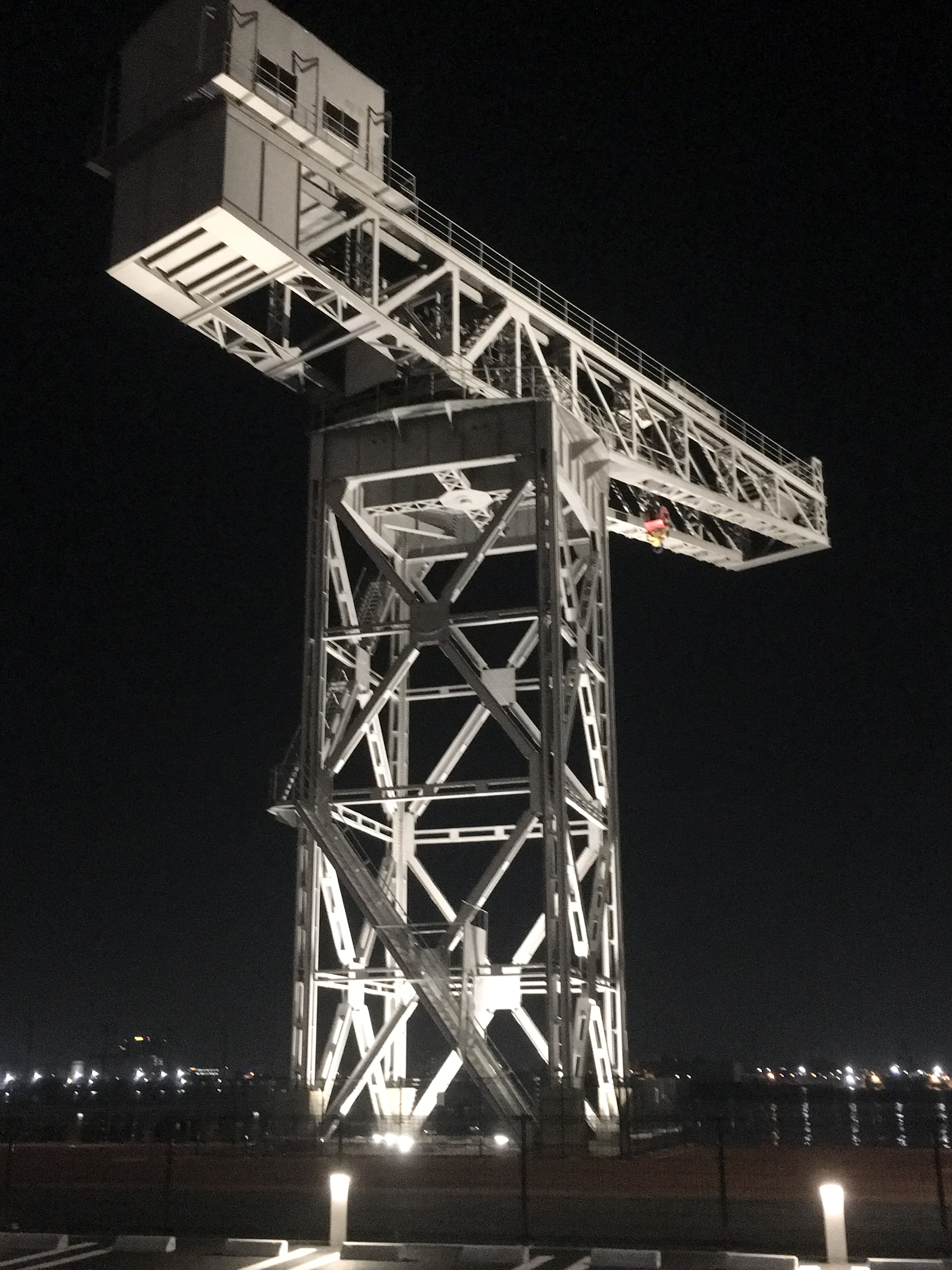
別の角度より撮影（2019年10月31日）
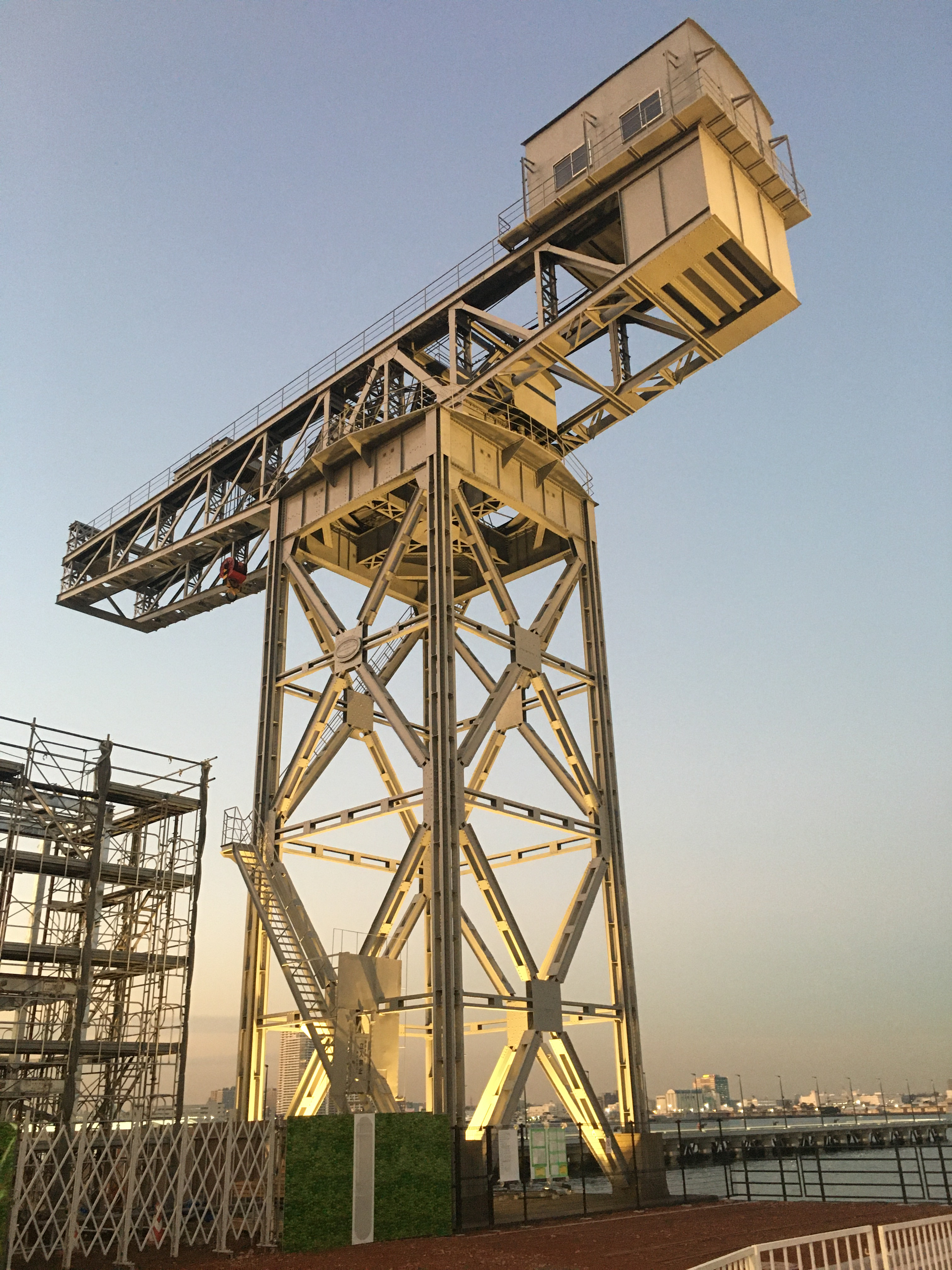
夕暮れ時（2020年1月20日）

同パーク整備後

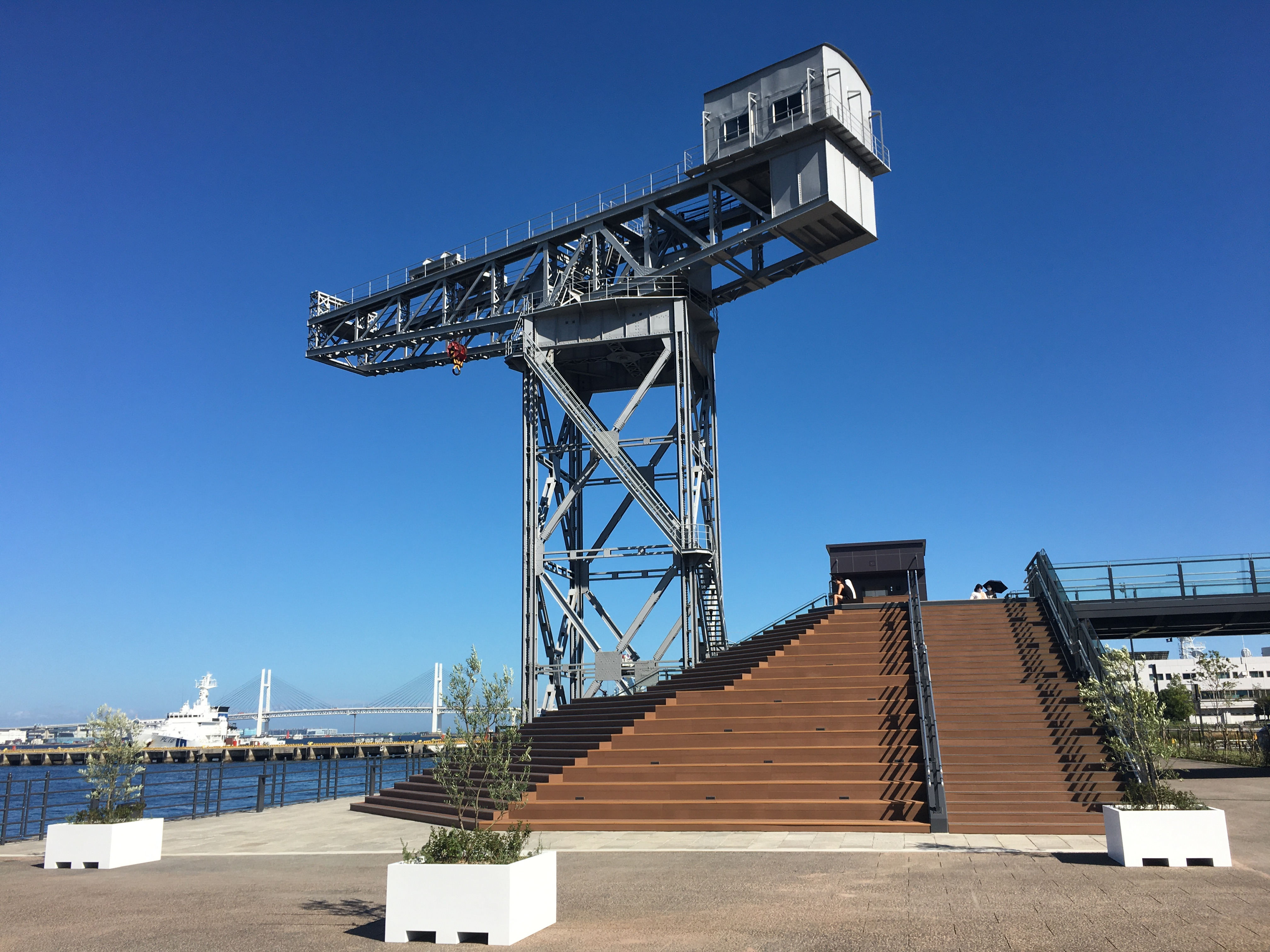
パーク内に整備された階段とハンマーヘッドクレーン（2020年9月4日）
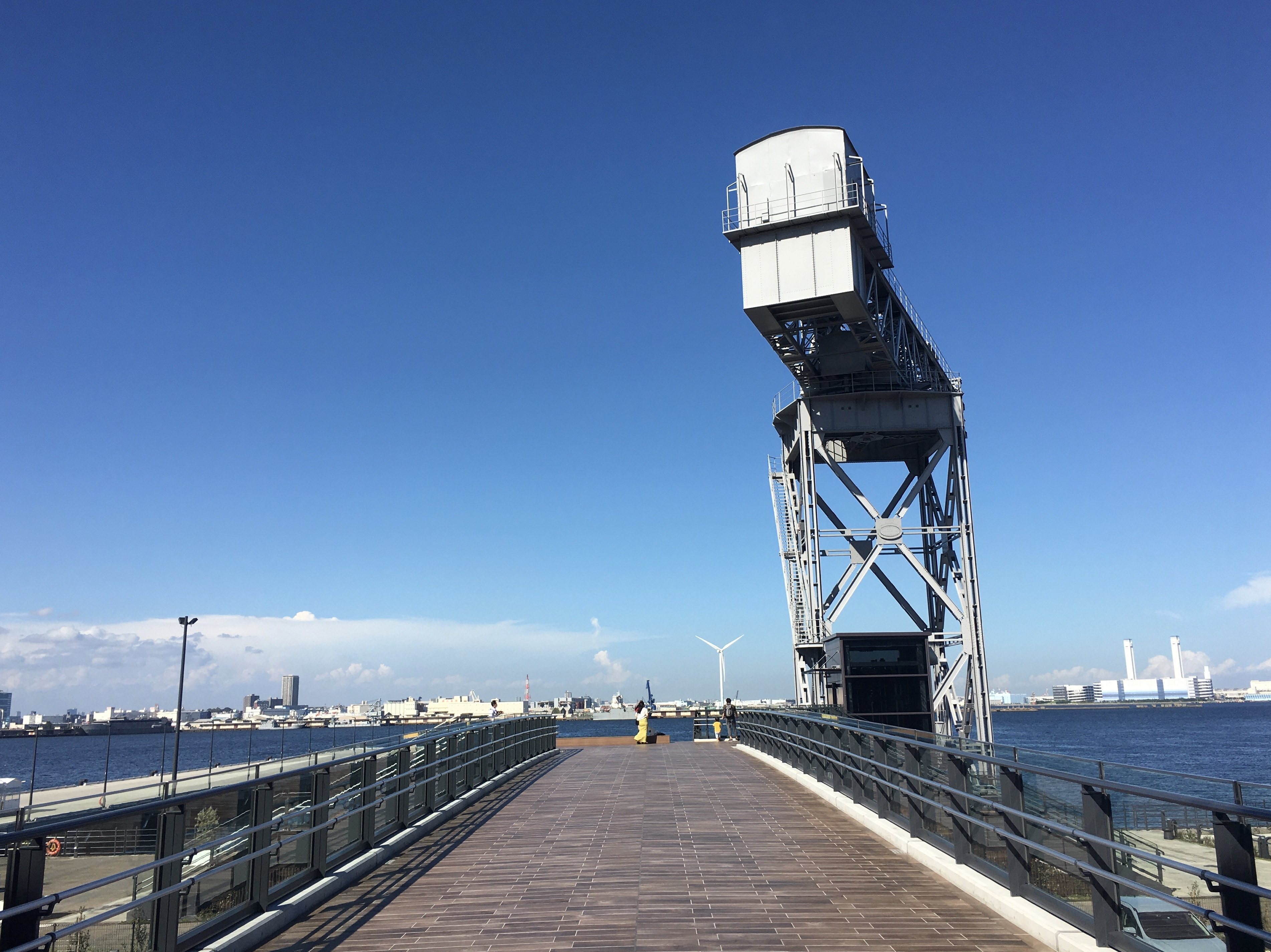
当施設からパークまでデッキで接続（2020年9月4日）
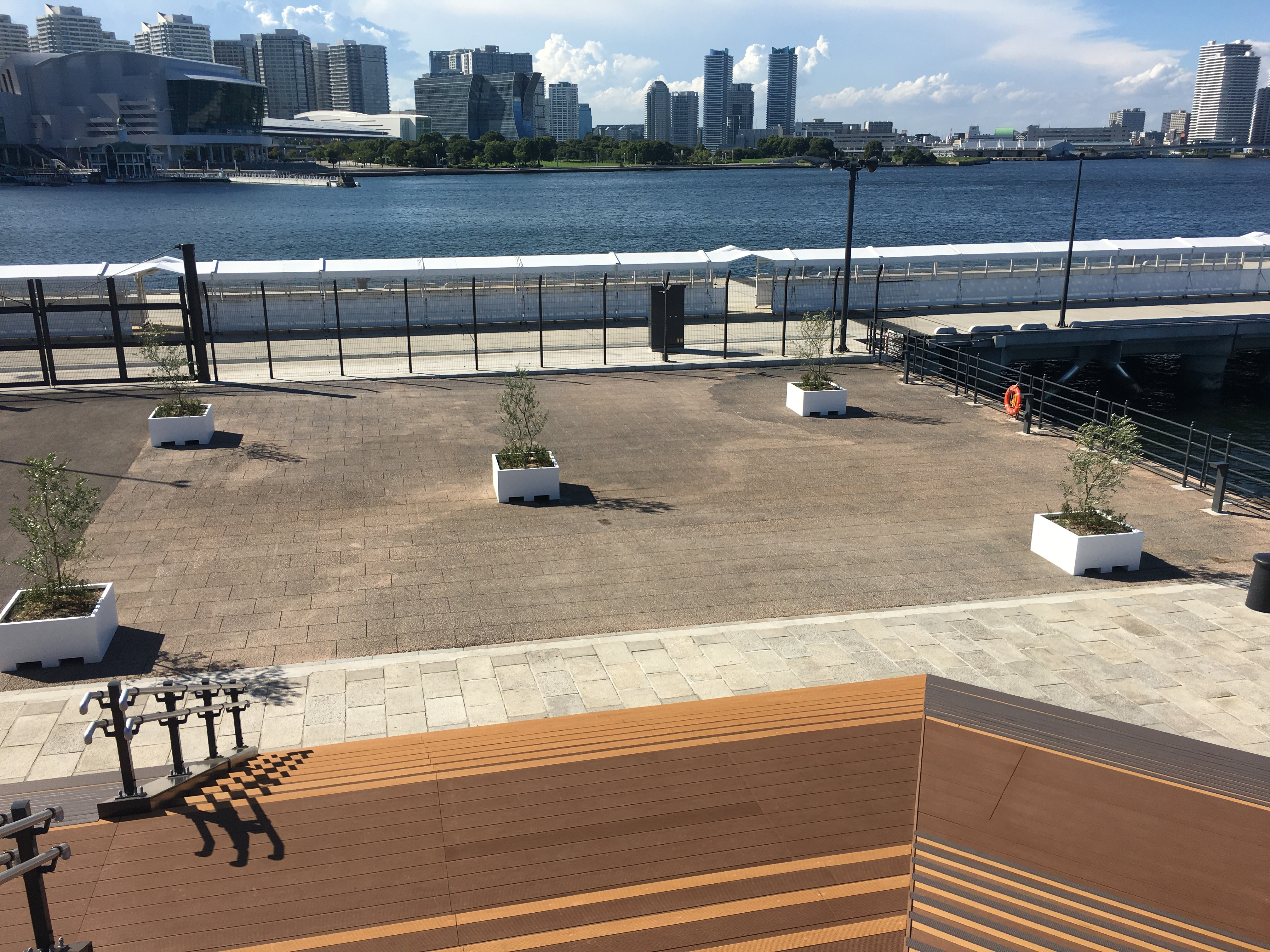
客船の寄港時などにイベント広場としても使用される（2020年9月4日）
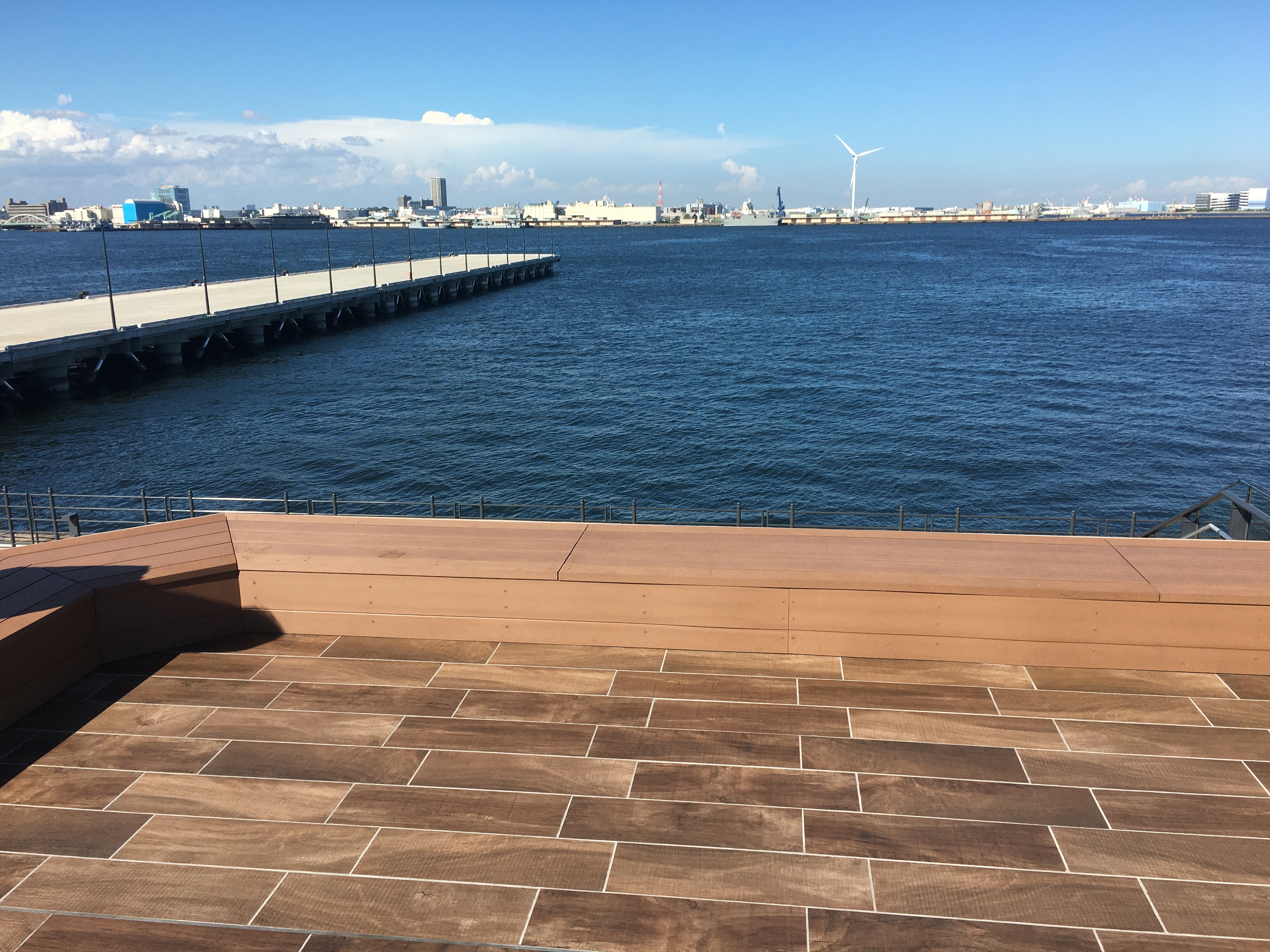
デッキ上に景色を眺められるベンチも設置（2020年9月4日）
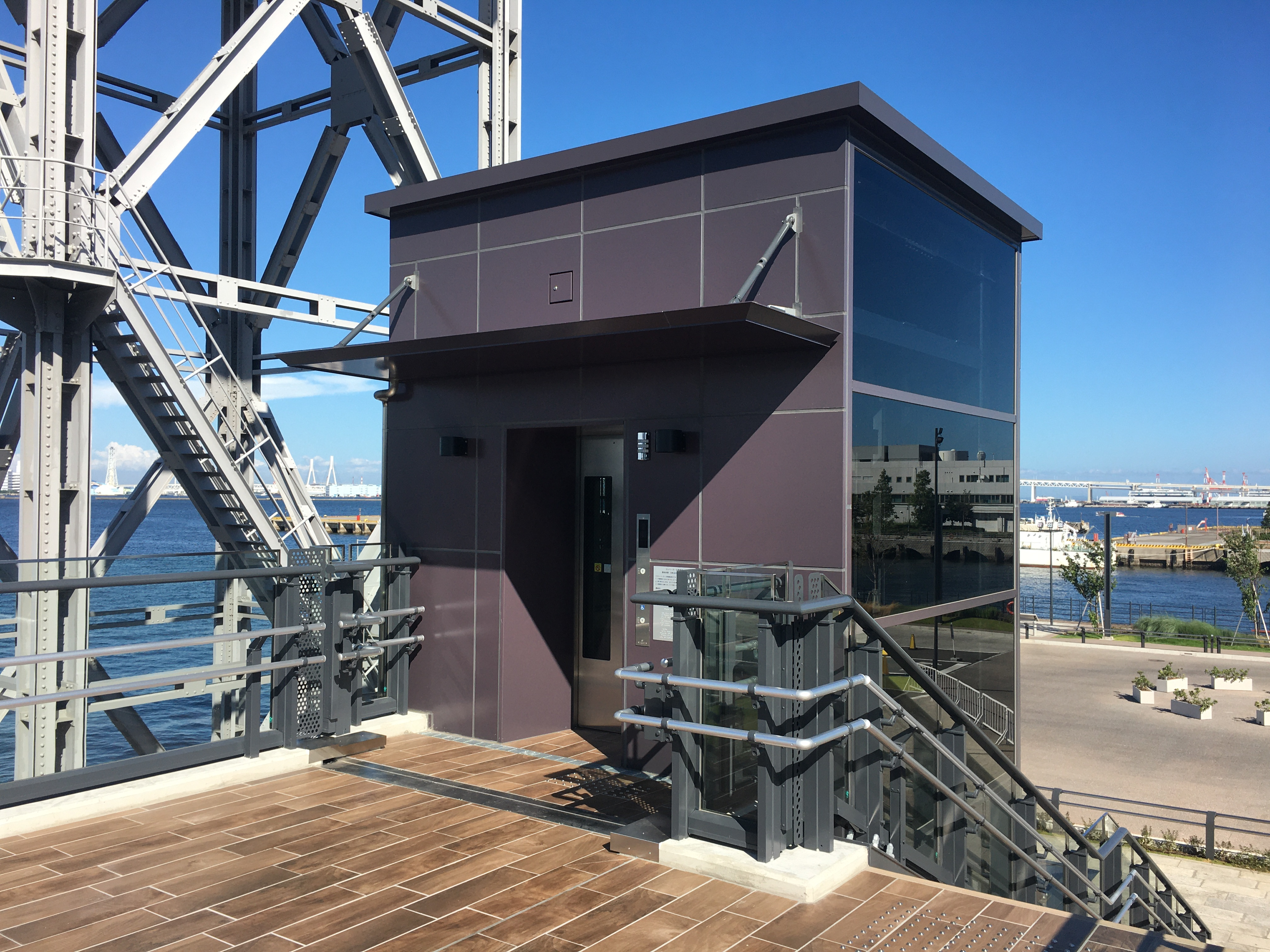
階段だけでなくエレベーターも設置されている（2020年9月4日）
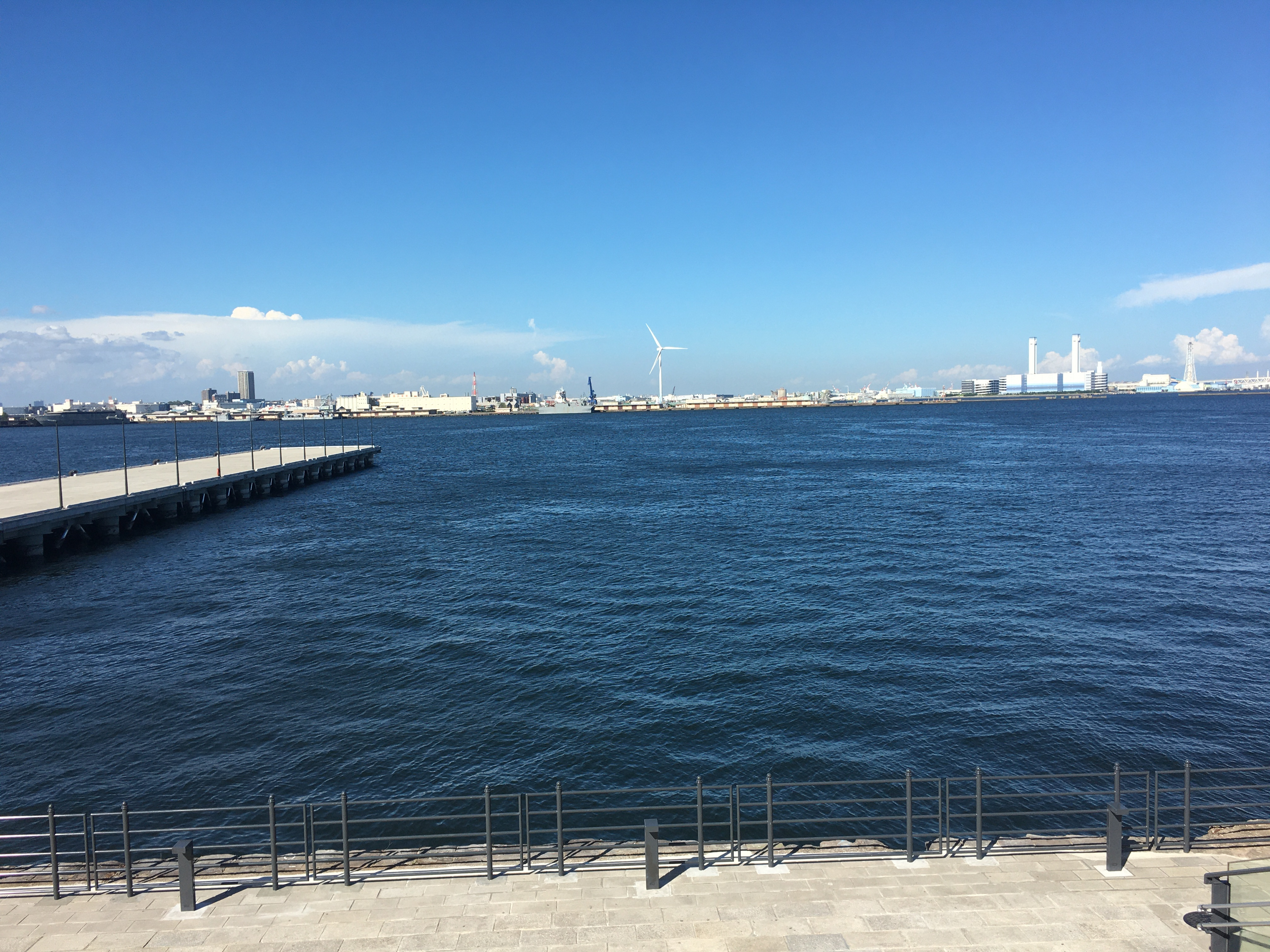
パーク内からの眺望（2020年9月4日）

## アクセス
公式サイト内「アクセス・駐車場」も参照
所在地：横浜市中区新港2丁目14番1（MAP）

### 公共交通機関

#### 鉄道・バス・索道
- みなとみらい線
  - 馬車道駅（6:赤レンガ倉庫口より徒歩約10分）
  - みなとみらい駅（6:クイーンズスクエア連絡口より徒歩約12分）
- JR・横浜市営地下鉄 桜木町駅
  - 横浜市交通局（横浜市営バス） 観光スポット周遊バス「あかいくつ」

桜木町駅前バスターミナル（3番のりば）から乗車
→「ハンマーヘッド (新港ふ頭客船ターミナル)」下車
  - ロープウェイ「YOKOHAMA AIR CABIN」（2021年4月22日開業[45]）

桜木町駅前より運河パーク（横浜ワールドポーターズ前）まで接続（片道2分半〜3分）
→新港サークルウォークとハンマーヘッドウォーク経由[46]で徒歩約6分
- 横浜駅
  - 横浜市交通局（横浜市営バス） 連節バス「BAYSIDE BLUE（ベイサイドブルー）」山下ふ頭行き

東口バスターミナル（4番のりば）から乗車
→「カップヌードルパーク・ハンマーヘッド入口」下車
※2023年10月1日より復路の横浜駅行きも「ハンマーヘッド」に停車開始[47]。

#### 定期航路

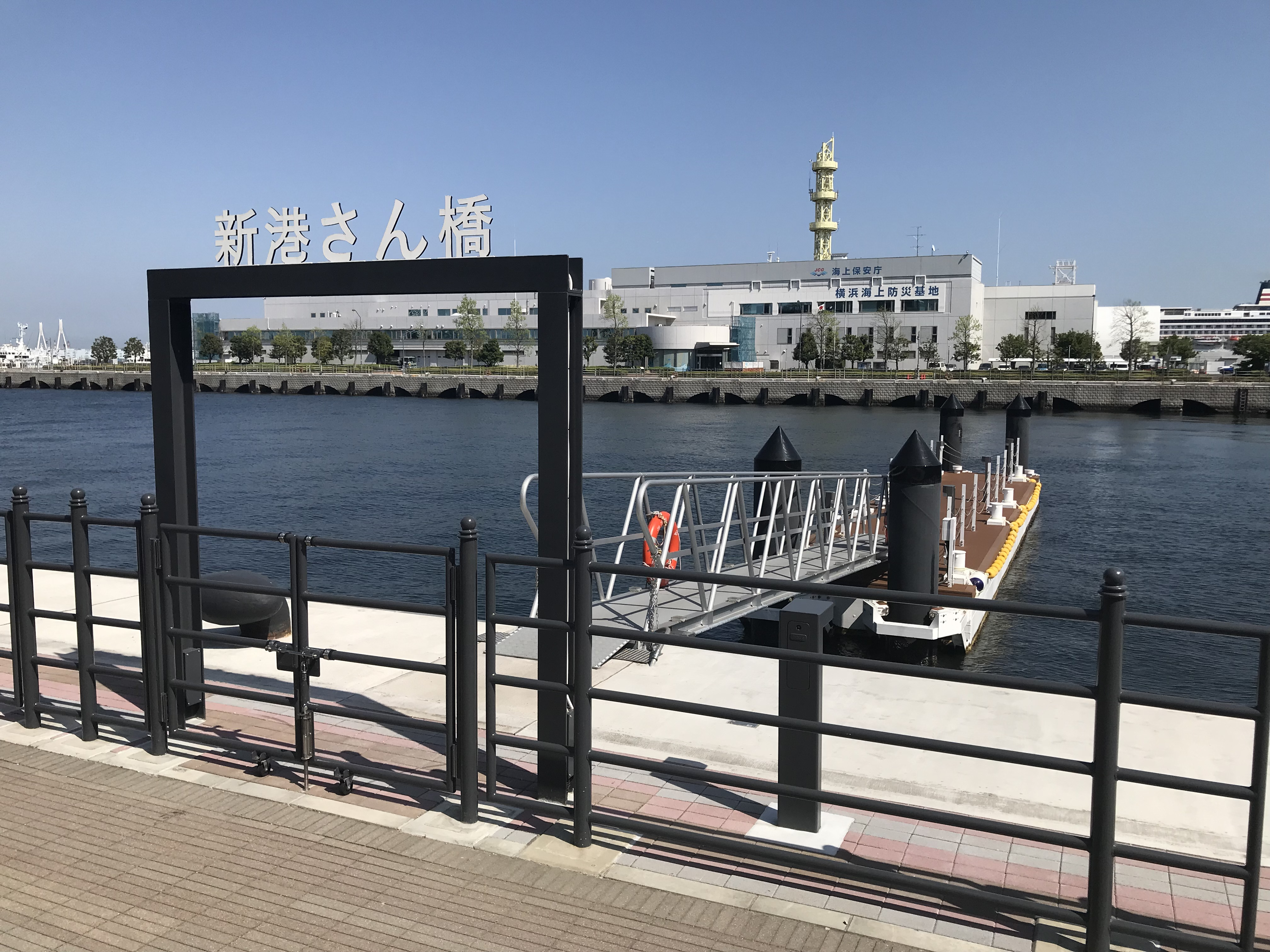
新港ふ頭さん橋

- ハンマーヘッド 新港ふ頭さん橋（当施設前8号岸壁側）
  - 水上バス「シーバス」（ポートサービス、2022年4月23日より定期航路開始）[48][49][50]

### 自動車
- 最寄りIC：首都高速神奈川1号横羽線 みなとみらい出入口（約1.5km）
- 駐車場（計350台/着船時やイベント時などを除き24時間利用可）[51]
  - 第1駐車場（当施設併設）/バイク駐輪場：5台（10:00-23:00/無料）
  - 第2駐車場（6-2街区）
  - 第3駐車場（7街区）

※上記公式サイトでは、第1〜第3駐車場の総収容台数が350台となっている。
※第2・第3駐車場は別途営業時間が設定されている場合や利用不可期間もあり。
（利用不可日前日の23：30で閉鎖し停め置き不可、残車は移動するとの注意書きあり）

## ギャラリー

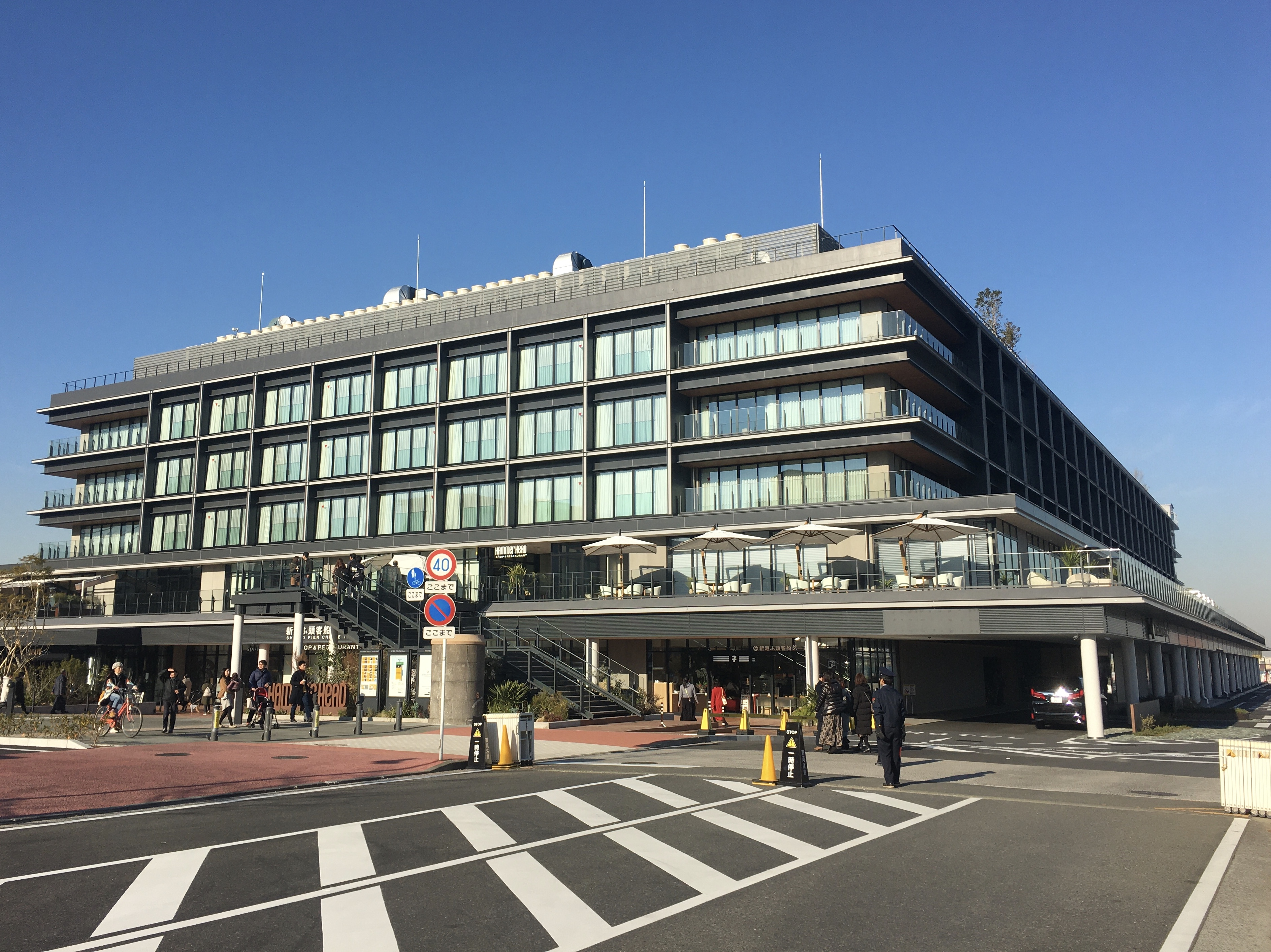
建物の正面（南側）外観
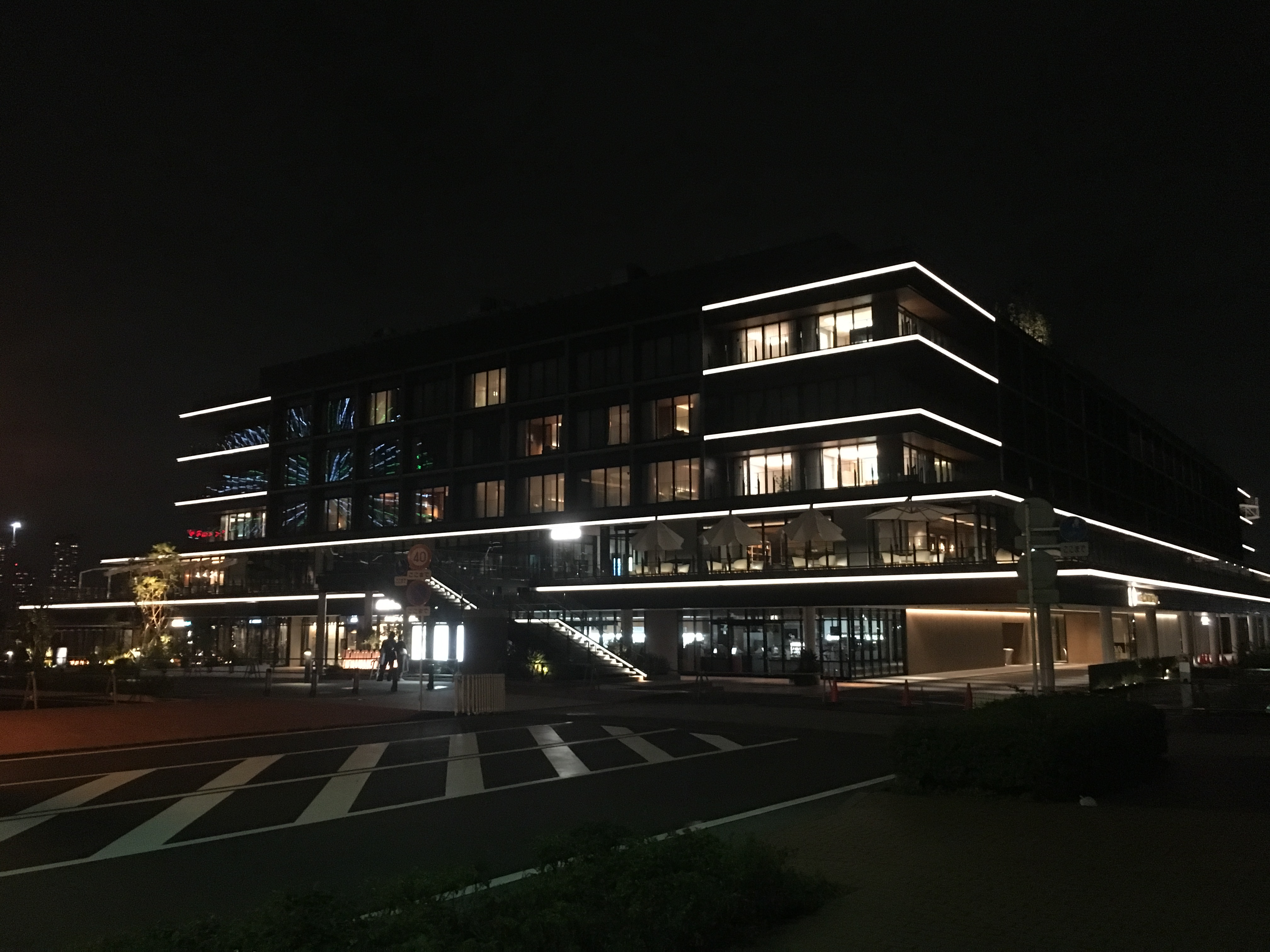
日没後の外観
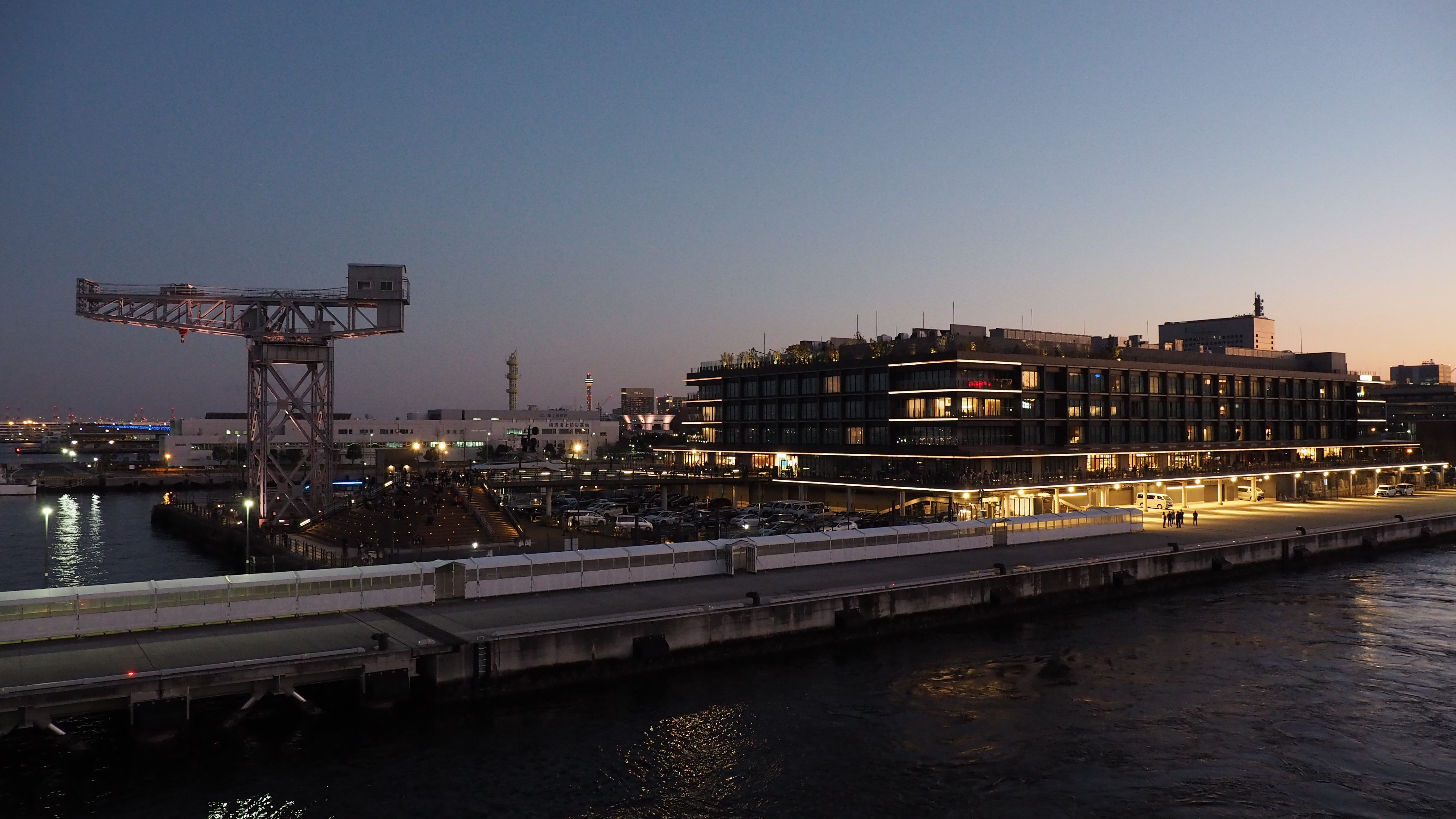
北側から日没後に見た様子
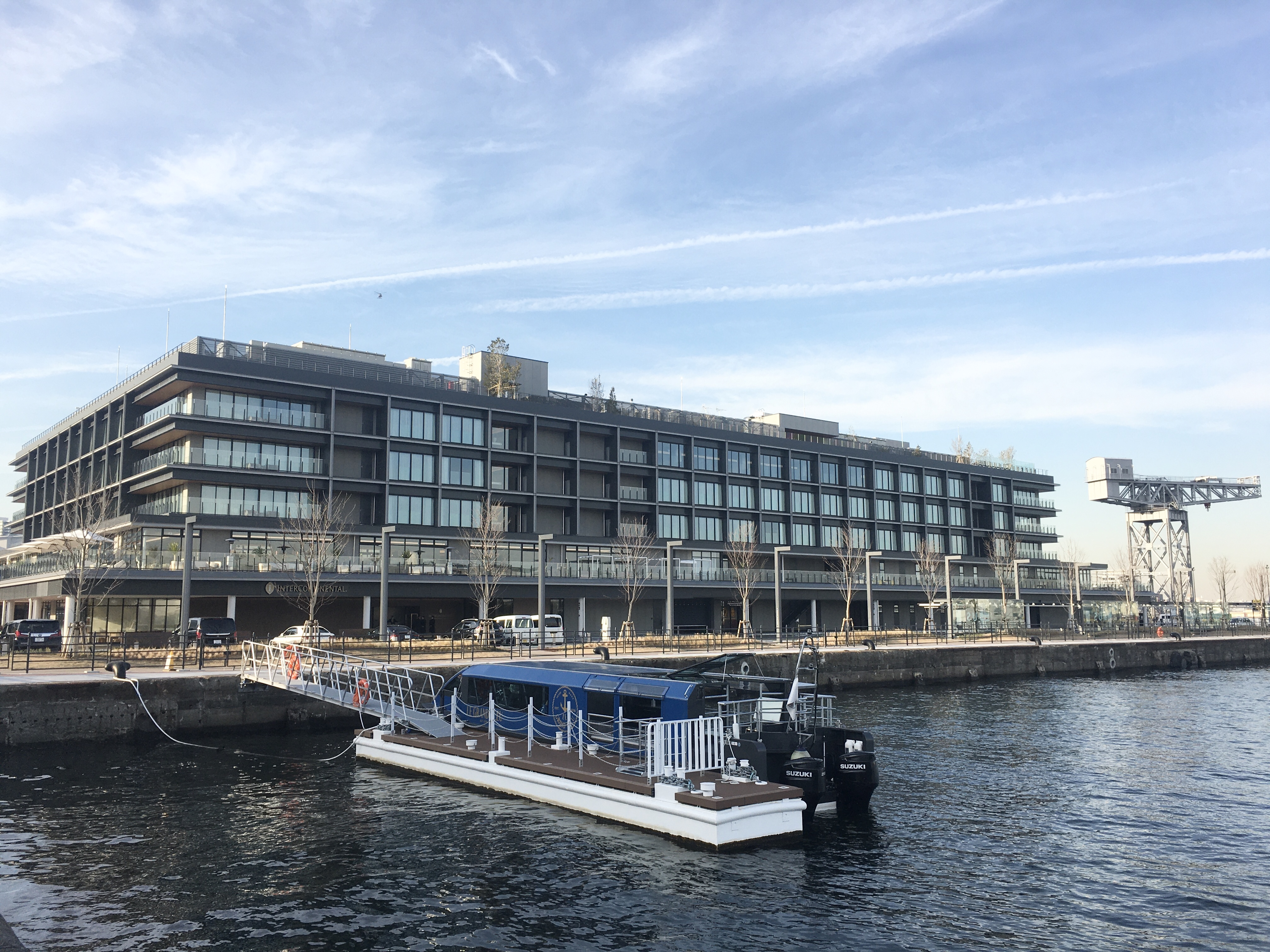
建物の東側外観 手前に小型浮桟橋（正式供用開始以前の2020年2月撮影）
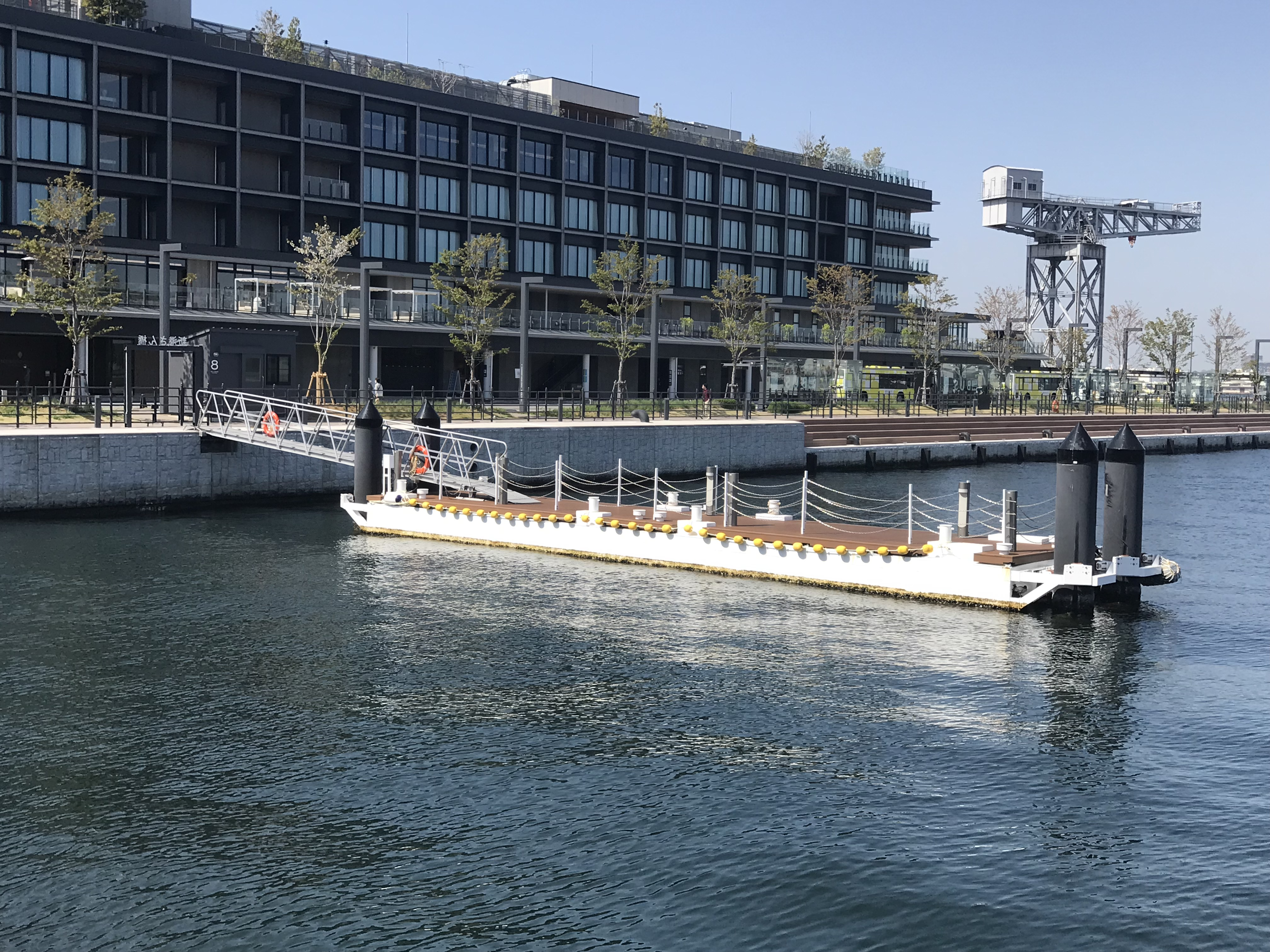
同じく浮桟橋「新港ふ頭さん橋」と再整備された8号岸壁（正式供用開始・再整備後の2022年4月撮影）
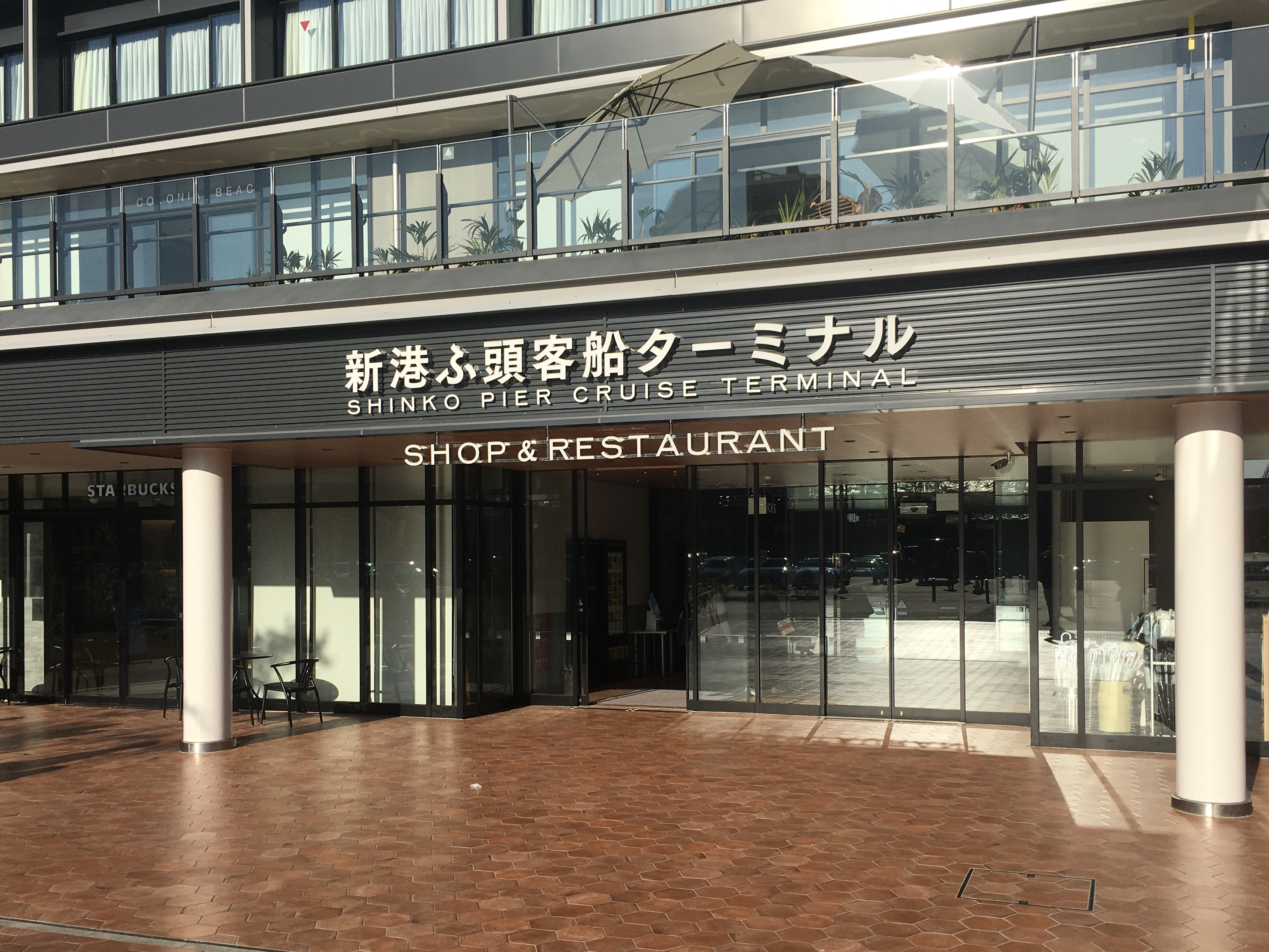
施設入口
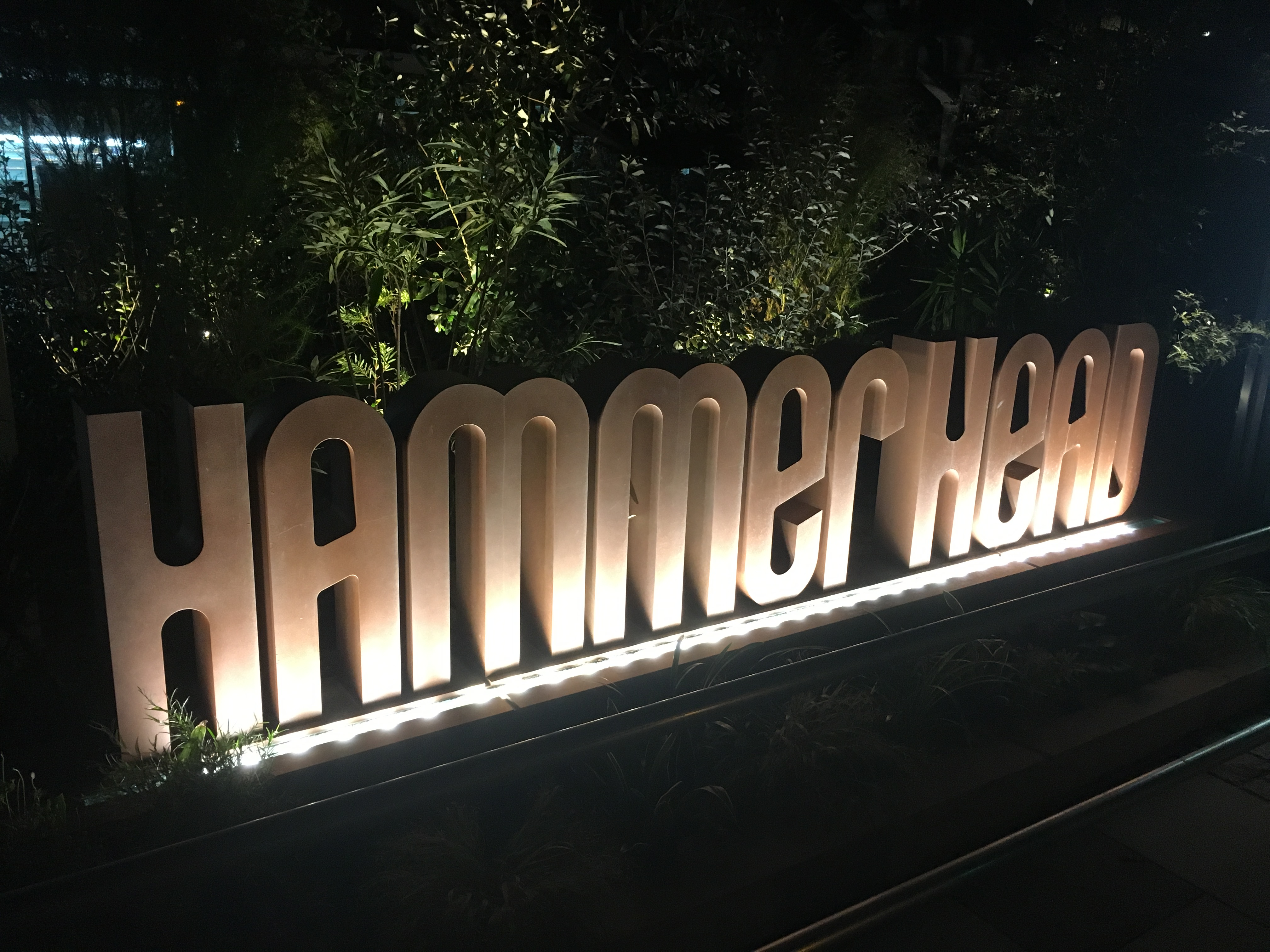
正面のロゴライトアップ

## 周辺の主な施設
- MARINE & WALK YOKOHAMA（マリン アンド ウォーク ヨコハマ/オープンモール型商業施設）
- 横浜赤レンガ倉庫（歴史的建築物・観光施設）
- 安藤百福発明記念館 横浜（カップヌードルミュージアム 横浜/企業博物館）
- 横浜みなとみらい 万葉倶楽部（日帰り・宿泊温泉施設）
- 横浜ワールドポーターズ（ショッピングモール）
- よこはまコスモワールド（都市型遊園地）
- 汽車道（プロムナード）

## その他
- 新型コロナウイルス（COVID-19）の流行に伴い感染拡大防止のため、2020年4月4日から5月25日まで臨時休館（約50日間）となった[52]。また、2021年には横浜市によるCOVID-19ワクチンの大規模接種会場として、1階のCIQホールが使用された[53]。
- 当施設の南東側（8号岸壁[4]側）には、大黒埠頭で使われなくなった浮桟橋（ポンツーン）を改修・利用した「新港ふ頭さん橋」（長さ約18メートル、2020年9月供用開始）も設置されており[54][55][56][57]、水上バス（シーバス）や小型船などの発着も可能となっている[55][56][58][59]。
  - 2020年〜2021年度には老朽化した8号岸壁のリニューアル強化工事（客船受入環境整備工事）も実施されている[60]。これに伴い、プレジャーボートも係留可能な「新港8号ビジターバース」が整備され、2022年4月1日に供用開始となった[61][62]。
- 当施設を含む新港地区へのアクセスや回遊性向上のため、2020年度には前述のロープウェイやパシフィコ横浜・臨港パーク方面と新港地区（カップヌードルミュージアムパーク）を接続する、国際橋より海側の歩行者専用デッキ「女神橋」（めがみばし）[26][63]の整備（2021年3月末全面供用開始[64]）も行われている。さらに新港サークルウォークに新たな昇降設備（エスカレーター）[65]を設置し2021年4月に供用開始[45][64][66]されたほか、サークルウォークと当施設を接続する新たな歩行者デッキ[45][66][67]「ハンマーヘッドウォーク」（全長168メートル・幅3メートル）も整備し2024年3月に供用開始されている[46]。
- また上記のロープウェイ計画とは別に、当施設の事業展開を行う企業グループ構成企業のうち4社（藤木企業、小此木、川本工業、横浜岡田屋）が出資したYNPによる空中交通構想もある。2017年度に行われた提案では、横浜駅東口から横浜市中央卸売市場、みなとみらい地区（臨港パーク、パシフィコ横浜、新港埠頭〈当施設付近〉、横浜赤レンガ倉庫）、大さん橋を経由して山下埠頭までロープウェイなどの索道で接続するルート案が示されている[68][69]。
- 当施設が開発される以前にも当地（6-1街区）には「新港客船ターミナル」（1929年建造の9号岸壁上屋を利用[8]）が存在したが、老朽化や大さん橋が主要拠点となったことにより2010年8月に廃止された[6][7]（船の着岸自体、岸壁の老朽化で1990年代半ばより制限されていた[8]）。その後はタグボートの係留地として使用されていた[6][7]他、前述の上屋の一部を改修・転用し2006年に設置された東京藝術大学の大学院映像研究科新港校舎（映像文化施設・スタジオ）[70][71][72]や横浜トリエンナーレ会場として2008年に設置された新港ピア（新港ふ頭展示施設）が暫定的に置かれていた（両施設とも当地の整備計画に伴い2015年度に閉鎖）。
- 当施設の提携駐車場が設置されている6-2街区および7街区は、みなとみらい21計画において緑地化予定（港湾緑地）のエリアである[17]（7街区では15年間暫定利用する想定で、過去に緑地兼駐車場の整備計画が立てられたこともあった[73]）。
当客船ターミナルの整備計画において6-2街区は車両待機場（迂回路）、7街区は寄港時のバス待機場（ショットガン方式）として一時利用する方針が示された[12]。
また、6-2街区はこれまで未利用地となっていた一方、7街区はこれまでも臨時駐車場・観光バス駐車場などに利用されてきた経緯があるが、当施設の整備を機に両街区とも駐車場としてアスファルト舗装整備されている（7街区は敷地の半分を引き続き観光バスなどの駐車場に利用）。